# Mediengeschichte

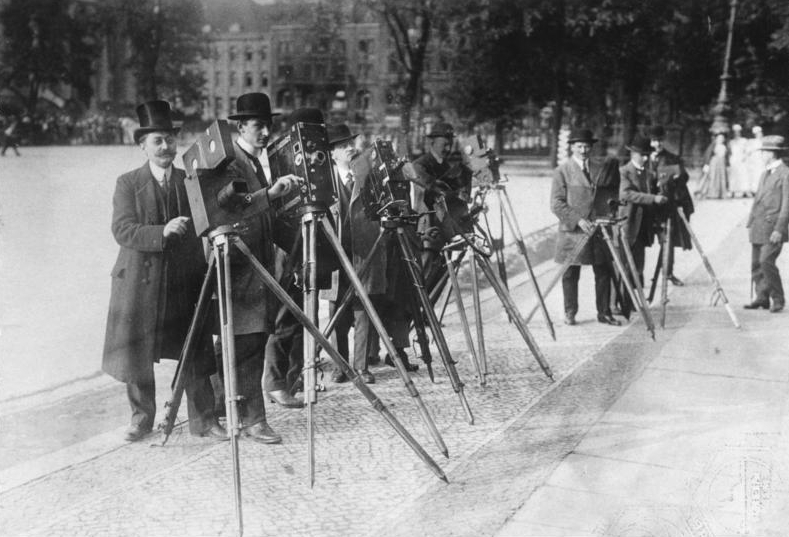
Otto Haeckel: Kameramänner vor dem Berliner Schloss (Foto 1907)

Die Mediengeschichte erforscht und beschreibt erstens die Entwicklung verschiedenartiger Medien und die technischen Bedingungen ihrer Entstehung und Verbreitung sowie zweitens ihren Einfluss auf historischen Wandel in allen gesellschaftlichen Bereichen, vorrangig der Politik, Wirtschaft und Kultur. Sie ist ein interdisziplinäres Forschungsfeld der Geschichts-, Kommunikations- und Medienwissenschaften.
Der im deutschsprachigen Raum uneindeutige Begriff Medien bezieht sich in der Mediengeschichte zumeist auf die Geschichte der Massenmedien, wobei darunter sowohl schriftbasierte, visuelle, auditive und digitale Informationsträger und Kommunikationsmittel als auch der Journalismus und der Rundfunk verstanden werden. Erst die Verbreitung von Massenmedien hat die Voraussetzung für Öffentlichkeit und eine „kommunikative Sphäre der freien Meinungsäußerung, der Kritik und der Entscheidungsfindung für alle gesellschaftlichen Bereiche“ geschaffen.

## Forschungsfeld
Die Mediengeschichte ist ein interdisziplinäres Forschungsgebiet der Geschichtswissenschaft, hier insbesondere der Kultur- und Sozialgeschichtsschreibung, außerdem der Kommunikations- und Medienwissenschaften. Die Reflexion über Medienentwicklungen reicht bis in das späte 17. Jahrhundert zurück, als erste Studien über die Entwicklung und Bedeutung einzelner Zeitungen veröffentlicht wurden. Seit den 1920er Jahren beschäftigte sich die zuerst in den USA aufkommende Kommunikationswissenschaft mit Funktionsweisen der Public Opinion, während sich diese Disziplin in Deutschland erst in den 1960er Jahren etablierte. Sie brachte vornehmlich soziologische und politikwissenschaftliche Gegenwartsanalysen hervor und untersuchte dabei meist die Entwicklung und Verbreitung einzelner Mediengattungen. In Abgrenzung dazu etablierte sich seit den 1980er Jahren die kulturwissenschaftlich geprägte Medienwissenschaft auch mit historischen Bezügen zu den Film-, Theater- und Literaturwissenschaften.
Der in Deutschland seit den 1960er Jahren gebräuchliche Begriff Medien wird in verschiedenen Wissenschaftsdisziplinen unterschiedlich aufgefasst. Im deshalb nicht klar abgrenzbaren Forschungsfeld Mediengeschichte werden als Medien meist Massenmedien verstanden. Die Mediengeschichte erforscht und beschreibt erstens unter dem Begriff der Historizität die historische Entwicklung von Massenmedien und die technischen Bedingungen ihrer Entstehung und Verbreitung. So werden Medien zunächst als technische Mittel aufgefasst,

„die zur Verbreitung von Aussagen an ein potentiell unbegrenztes Publikum geeignet sind. […] Aber nicht nur die Technik selbst wird mit ihm bezeichnet, sondern auch die Produkte dieser Technik und die jeweiligen Institutionen, die mit der Produktion und Verbreitung solcher Aussagen beschäftigt sind.“

Zweitens werden unter dem Begriff der Medialität im Anschluss an die Studien von Marshall McLuhan die Rezeption von Medien und ihre Wirksamkeit und Einflussnahme auf historische Entwicklungen und Kommunikationsprozesse in den Blick genommen.

„Medien sind dabei nicht einfach ein virtueller Spiegel von etwas ‚Realem‘, sondern selbst Teil sozialer Wirklichkeiten. Die Familie vor dem Fernseher oder zeitungslesende Politiker sind ebenso real wie die Medien selbst, ihre Inhalte oder ihre Produzenten.“

In der Geschichtswissenschaft hat das Interesse an Mediengeschichte auch vor dem Hintergrund des cultural turn erst in den 1990er Jahren stärker zugenommen. Als Schwerpunkte der zahlreichen Veröffentlichungen nennt der Medienhistoriker Frank Bösch erstens das Verhältnis von Medien und Politik (beispielsweise Propaganda und Zensur), zweitens die Erforschung von Öffentlichkeiten, drittens biografische Zugänge maßgeblicher Akteure (etwa zu Verlegern oder Medienunternehmern), viertens Inhaltsanalysen von Printmedien, fünftens das Forschungsfeld der Visual History, das sich mit der Verbreitung und Wirkungsgeschichte von Bildmedien beschäftigt, sechstens die Mediennutzung beispielsweise von Zeitungslesern oder Kinogängern, siebtens der Gesellschaftswandel durch neu aufkommende Medien sowie achtens transnationale und vergleichende Ansätze der Mediengeschichte.
Bedeutende Medienhistoriker sind unter anderen Marshall McLuhan (1911–1980), Friedrich Kittler, (1943–2011), Jürgen Wilke (* 1943), Werner Faulstich (1946–2019), Jochen Hörisch (* 1951) und Frank Bösch (* 1969).

## Historizität– Entwicklung und Verbreitung von Massenmedien
| Medium                 | Erfindung | Verbreitung       |
| ---------------------- | --------- | ----------------- |
| Buchdruck              | 1440      | 2. Hälfte 15. Jh. |
| Zeitung                | 1605      | 17./18. Jh.       |
| Elektrische Telegrafie | 1774–1837 | 1840er Jahre      |
| Fotografie             | 1820er    | 1840er Jahre      |
| Tonaufnahme            | 1807–1860 | 1880er Jahre      |
| Telefon                | 1837–1878 | 1880er Jahre      |
| Film                   | 1872–1895 | um 1900           |
| Hörfunk                | 1886–1906 | 1920er/30er Jahre |
| Fernsehen              | 1907–1926 | 1950er Jahre      |
| Computer               | 1930er    | 1970er/80er Jahre |
| Internet               | 1969      | 1990er Jahre      |

Die historische Entwicklung und Verbreitung von Massenmedien nahm ihren Anfang an der Schwelle des Mittelalters zur Neuzeit. Seit Erfindung des Buchdrucks Mitte des 15. Jahrhunderts standen den Menschen über vier Jahrhunderte maßgeblich nur schriftbasierte Medien wie Bücher, Zeitungen, Zeitschriften oder Briefe zum Austausch von Informationen und zur Kommunikation zur Verfügung. Erst seit dem 19. Jahrhundert haben sich Massen- und Kommunikationsmedien vielfältig entwickelt und verändert. Der rasante technische Fortschritt im 20. Jahrhundert hatte mehrere Leitmedienwechsel zur Folge. Die seit dem 17. Jahrhundert dominierenden Zeitungen wurden seit den 1930er Jahren durch das Radio abgelöst. In den 1960er Jahren wurden das Fernsehen und seit den 2000er Jahren dann digitale Medien zum vorherrschenden Leitmedium.

### Schriftbasierte Medien

#### Buchdruck
Obschon Drucktechniken bereits seit der Antike bekannt und in Asien auch schon verbreitet gewesen sind, gilt die um 1440 von Johannes Gutenberg erfundene Drucktechnik mit beweglichen Lettern sowie einer Druckpresse zur Vervielfältigung von Flugschriften und Büchern als erste Revolutionierung von Medien und kann „ohne Übertreibung als eine der folgenreichsten Erfindungen der Menschheitsgeschichte bezeichnet werden“. Der Buchdruck ermöglichte es, Texte und Illustrationen in großer Anzahl relativ kostengünstig zu reproduzieren. Vor Gutenbergs Erfindung wurden Dokumente und Bücher hauptsächlich in den Skriptorien der Klöster vervielfältigt. Mit der schnellen Verbreitung der neuen Drucktechnik in Europa und nachfolgend auf allen Erdteilen wurde das gedruckte Wort zum entscheidenden Wissensvermittler. Bücher blieben bis zum 20. Jahrhundert das wichtigste Medium zur Weitergabe von Wissen und Literatur. Durch die massenhafte Verbreitung von Wissen, Nachrichten und Meinungen und auch durch die Einrichtung öffentlicher Bibliotheken wurde der Buchdruck zu einer Triebkraft für die Epoche der Renaissance, für das Zeitalter der Aufklärung und die Demokratisierung des Wissens. Ein bedeutungsvolles Detail war hierbei die Erfindung der Linotype-Setzmaschine im Jahre 1886, mit der es möglich wurde, Text schneller und in unbegrenzter Menge für den Buchdruck zu erstellen. Vor allem Zeitungen profitierten hiervon und konnten ihren Seitenumfang kontinuierlich erweitern.

Schriftbasierte Medien
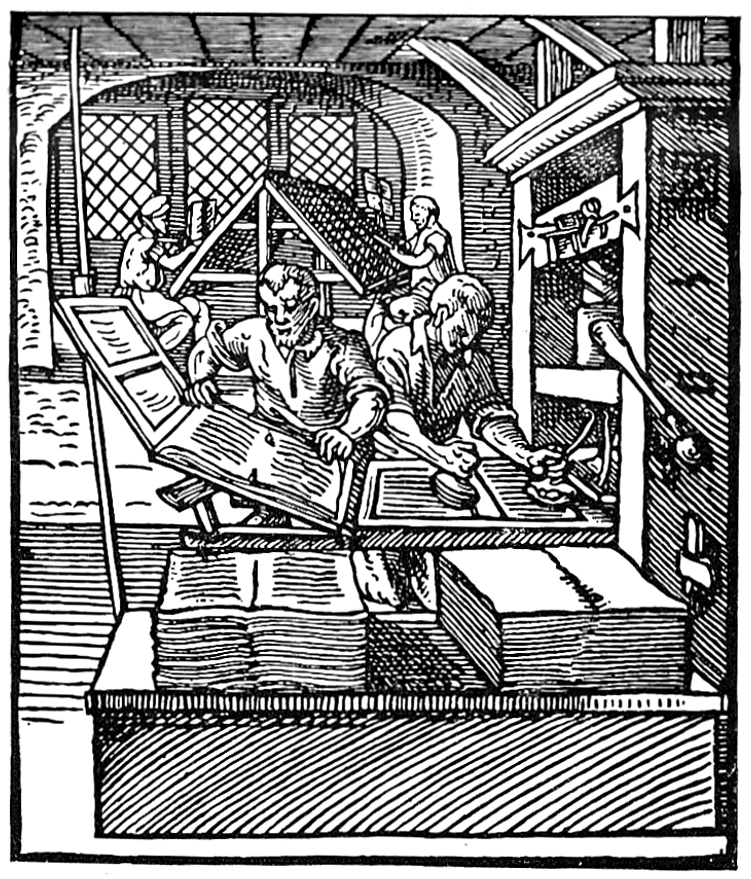
Buchdruckerei (Holzstich 1568).
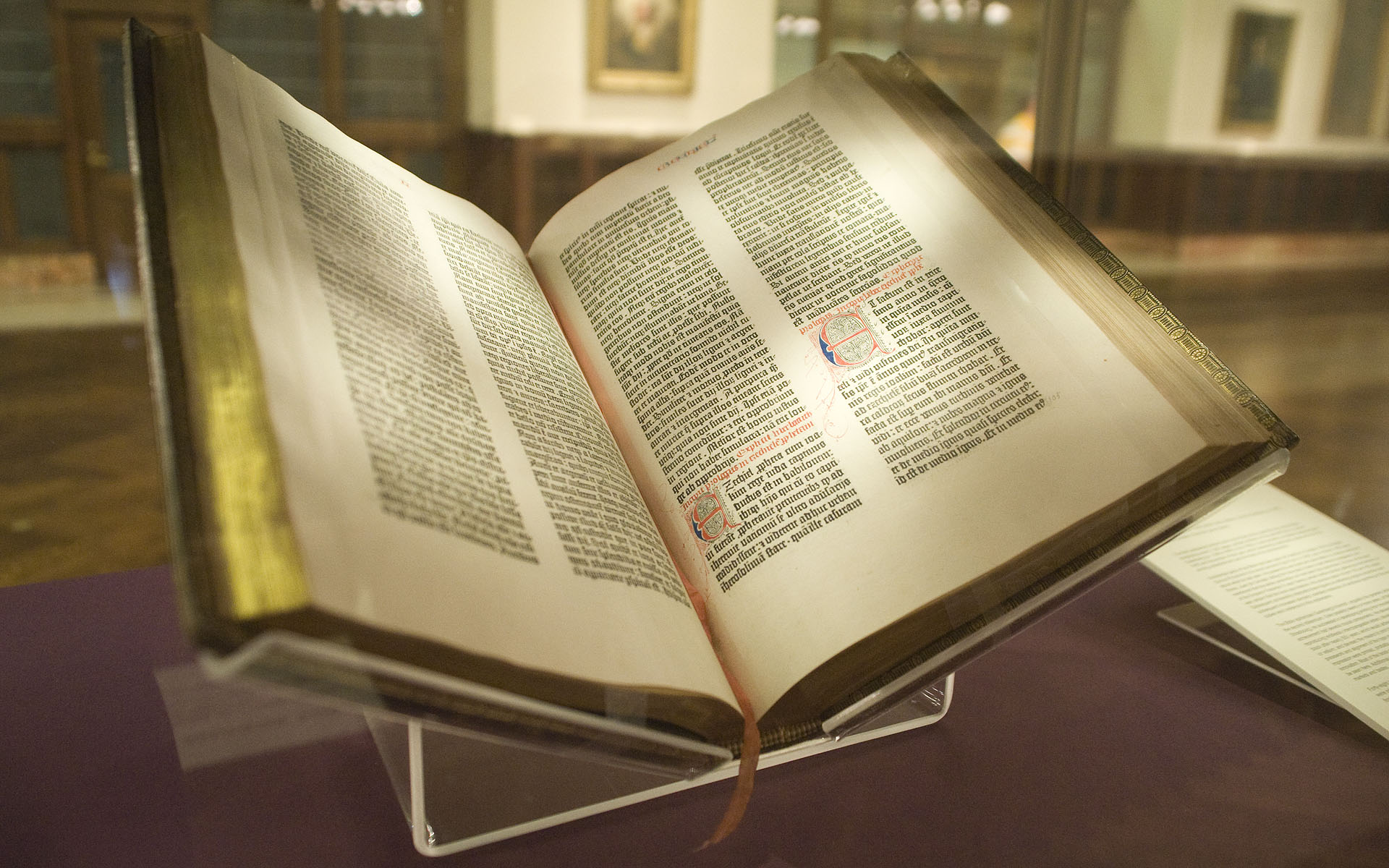
Buchdruck: Gutenberg-Bibel von 1452–1454 (Foto 2009)
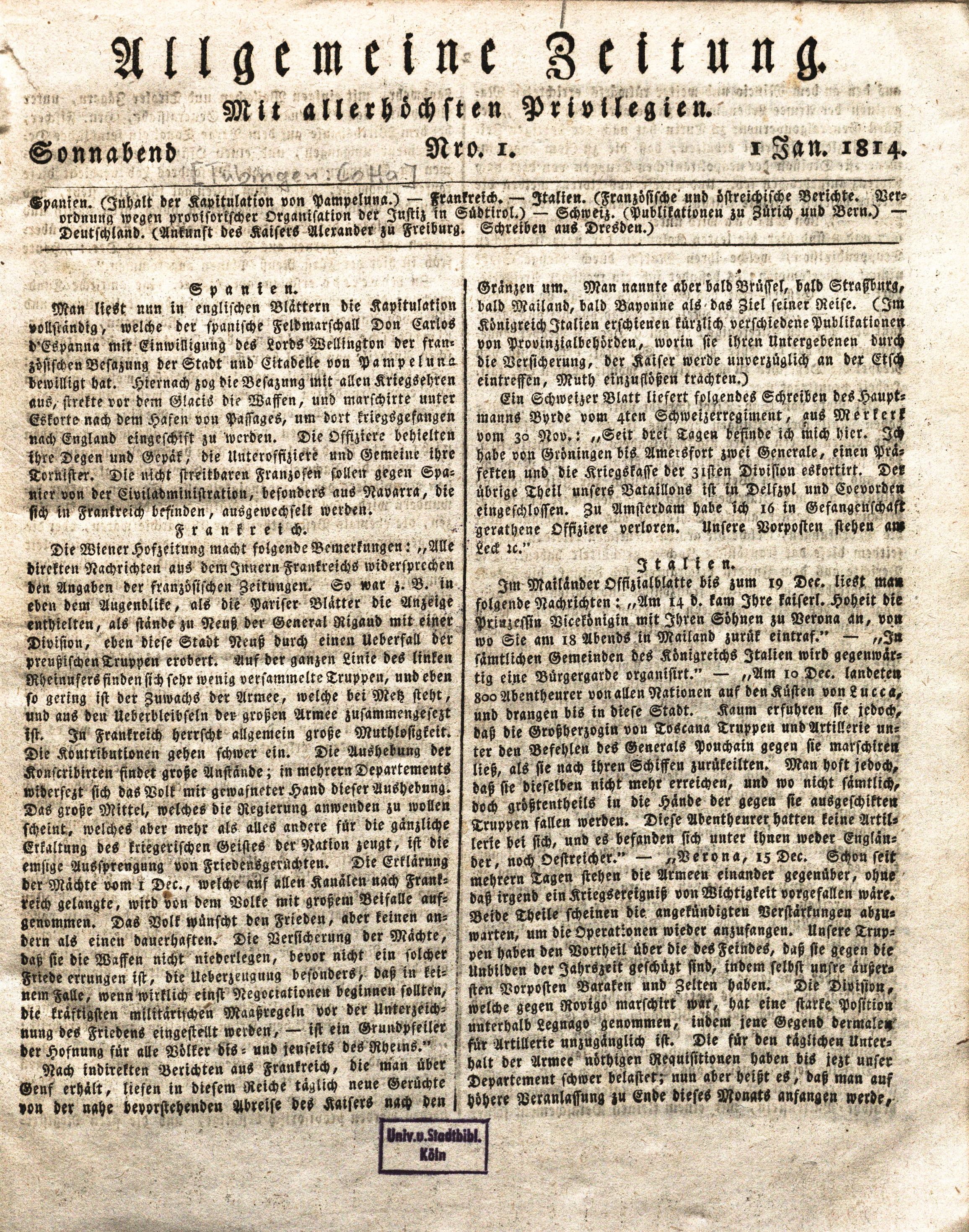
Zeitung: Allgemeine Zeitung von 1814
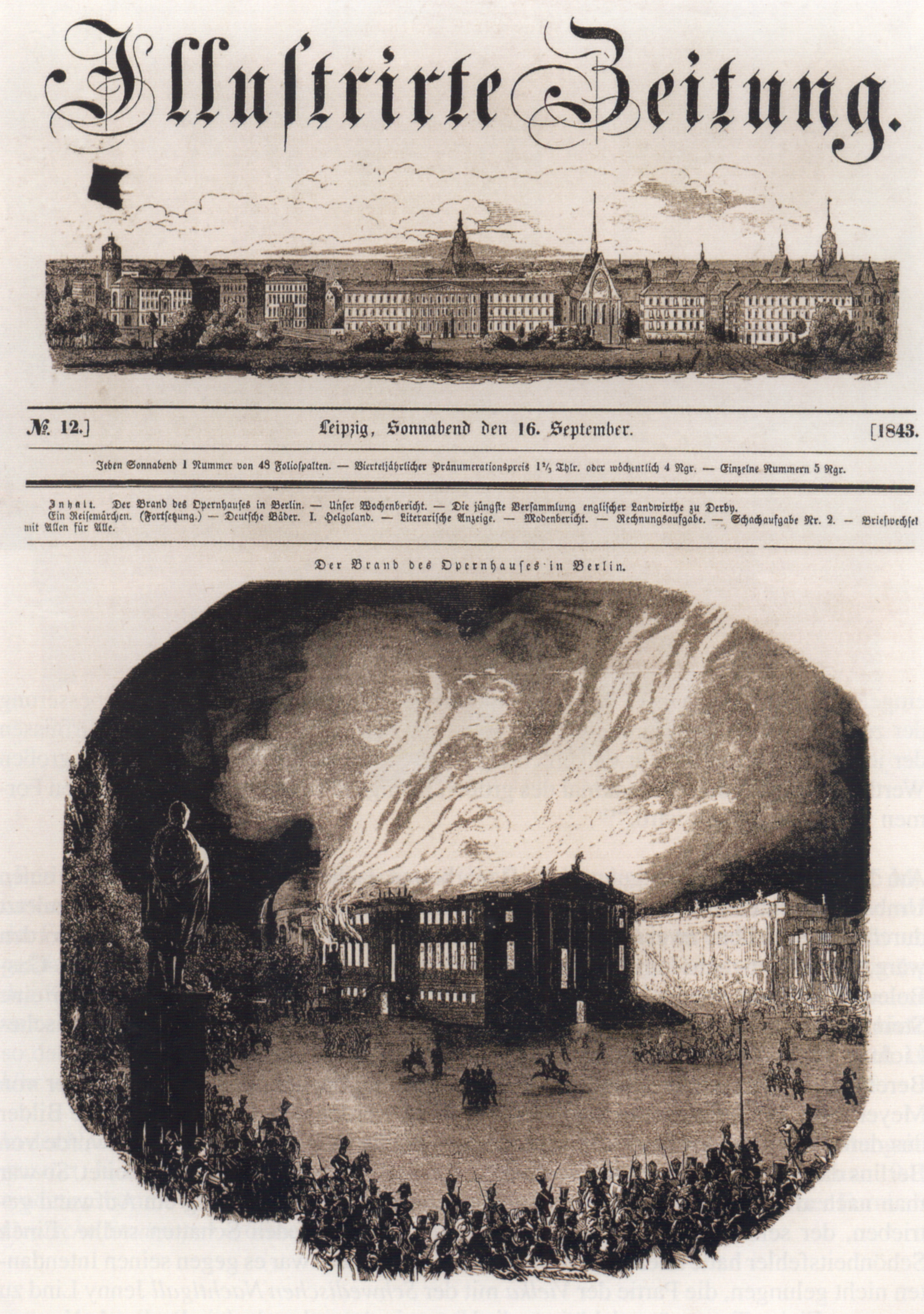
Illustrierte: Illustrirte Zeitung von 1843
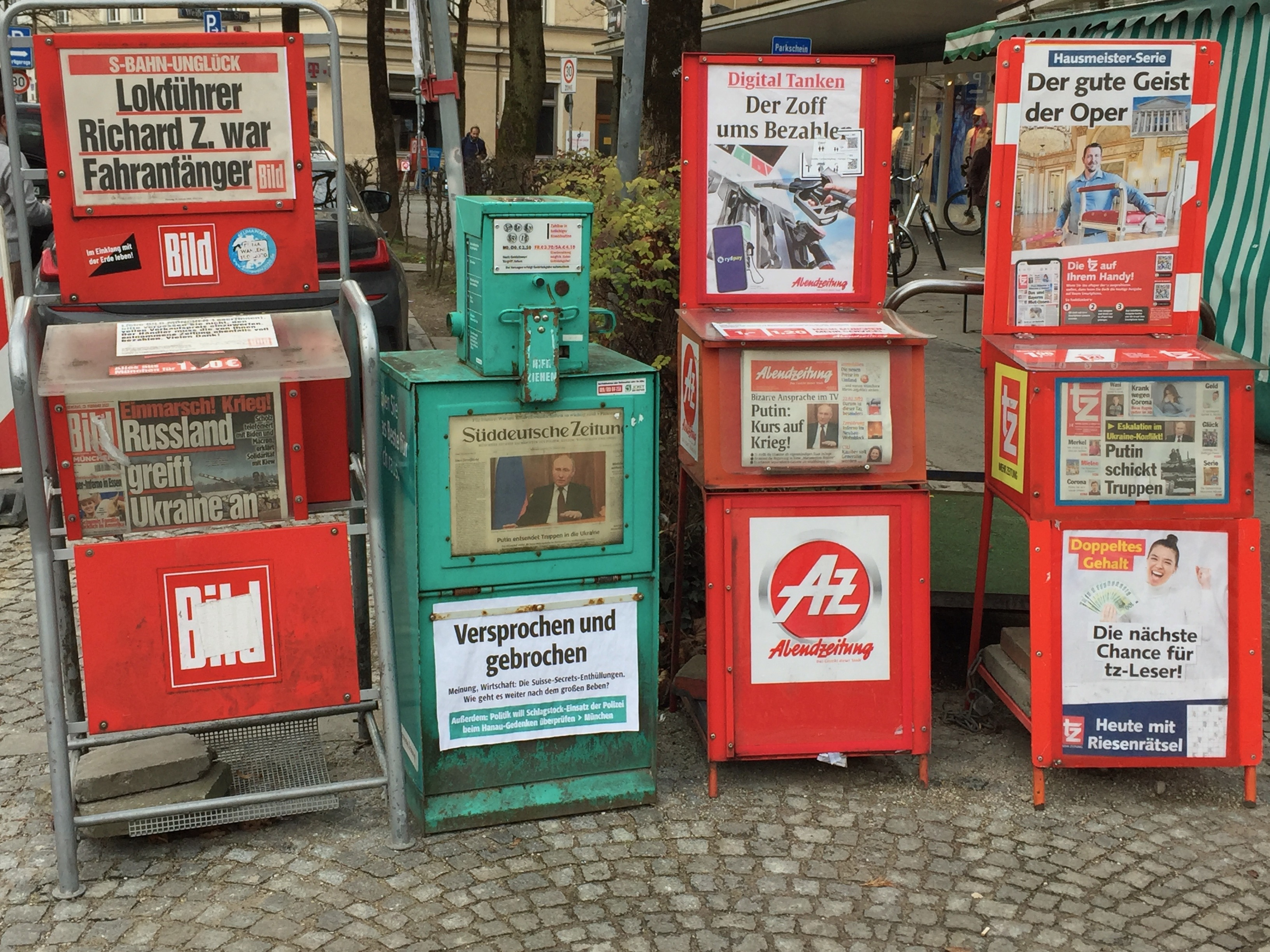
Zeitungsständer in München (Foto von 2022)

#### Zeitungen und Zeitschriften
Zeitungen gibt es in Deutschland seit Anfang des 17. Jahrhunderts. Das erste gedruckte periodische Nachrichtenblatt war die erstmals im September 1605 in Straßburg erschienene Relation aller Fuernemmen und gedenckwuerdigen Historien (kurz Relation). Die erste regelmäßig erscheinende Tageszeitung erschien ab 1650. Vorläufer der Zeitung waren Flugblätter und Flugschriften. Hierbei handelte es sich um mehr- bis vielseitige, ungebundene, nicht periodisch erscheinende Druckwerke, in denen Ereignisse und Gegenstände beliebiger Art thematisiert wurden. Im 16. Jahrhundert spielten Flugschriften während der Reformation eine bedeutende Rolle im öffentlich ausgetragenen Konfessionsstreit. Vom 18. Jahrhundert bis in die erste Hälfte des 20. Jahrhunderts waren Zeitungen das wichtigste Medium zur Verbreitung von Nachrichten und Meinungen. Zu Beginn des 19. Jahrhunderts hatten bekannte Zeitungen wie die Allgemeine Zeitung oder die Vossische Zeitung allerdings noch geringe Auflagen von wenigen tausend Exemplaren und erreichten nur eine kleine Zahl von Lesern. Anders als heute bestanden die wenige Seiten umfassenden Zeitungen meist nur aus gedrucktem Text. Im Laufe des 19. Jahrhunderts wurden immer höhere Auflagen von Zeitungen und Zeitschriften verkauft, und sie entwickelten sich zu Massenmedien. 1843 erschien erstmals eine deutschsprachige Illustrierte, also eine Zeitschrift, die durch viele Bilder ein großes Publikum ansprechen will. Zeitschriften mit gedruckten Fotos gab es erstmals Ende der 1880er Jahre. Seit Ende des 20. Jahrhunderts werden Zeitungen auch digital vertrieben. Seit Mitte der 1990er Jahre entstanden Online-Portale der meisten Zeitungen und Magazine. Als erster Anbieter ging 1994 Spiegel Online an den Start. Seither machen sich die gedruckten (und bezahlten) Ausgaben der Zeitungen mit dem eigenen meist kostenlosen, aber zunehmend auch hinter einer Bezahlschranke liegendem Online-Angebot Konkurrenz. Viele Zeitungen sind deshalb in finanzielle Schwierigkeiten geraten, was zu einer Zeitungskrise und zum oftmals zum Zeitungssterben geführt hat.

### Visuelle Medien
Bildmedien sind seit den Höhlenmalereien die ältesten erhaltenen Medien. Es gab sie lange vor der Erfindung der Schrift. Dennoch hatten textbasierte Medien seit Erfindung des Buchdrucks den Bildmedien den Rang abgelaufen. Während der Neuzeit und bis ins 19. Jahrhundert kamen den meisten Menschen nur selten Bildmedien vor Augen. Erst durch die Erfindung der Fotografie und der sich intensivierenden Massenvervielfältigung von Bildmedien und Fotografien in der zweiten Hälfte des 19. Jahrhunderts spielten Bildmedien wieder eine größere Rolle.

#### Fotografie
Die Fotografie wurde im Laufe der 1820er und 1830er Jahre in Frankreich erfunden. Das älteste bis heute erhaltene Foto von Joseph Nicéphore Niépce stammt aus dem Jahr 1826. Louis Daguerre entwickelte in den 1830er Jahren eine Kamera und ein Belichtungsverfahren auf Metallplatten, mit dem erste Personenportraits möglich wurden. Die neue Technik verbreitete sich rasant. Erst die Erfindung des Druckverfahrens der Autotypie von Anfang der 1880er Jahre ermöglichte die Massenvervielfältigung von Fotos in Zeitungen oder Büchern. In den 1920er Jahren wurde der Kleinbildfilm mit einer Negativgröße von 2,4 mal 3,6 cm eingeführt, der bis zur Verdrängung der analogen Fotografie durch Digitalkameras Ende des 20. Jahrhunderts das vorherrschende Filmformat blieb. Die handlichen Kleinbildkameras, die bald zu einem Massenprodukt wurden, ließen sich leicht überall hin mitnehmen. Dadurch veränderte sich die Fotografie, denn wo früher aufwändig inszenierte (weil kostspielige) Fotos geschossen wurden, gab es jetzt zunehmend mehr Schnappschüsse, die einen direkteren Einblick in das Alltagsleben der Menschen geben.
Weil die Kameras anfangs sehr groß, unbeweglich und empfindlich waren, gibt es aus der Frühzeit der Fotografie nur relativ wenige Außenaufnahmen oder Fotos von besonderen politischen oder anderen Ereignissen. Erste solche Fotografien sind aus dem Revolutionsjahr 1848 überliefert. Das Foto der Rue Saint-Maur in Paris vom 25. Juni 1848 zeigt eine Szene des Juniaufstandes. Bei der brutalen Niederschlagung des Aufstandes kamen etwa 6500 Menschen ums Leben. Das Foto „Vor der Attacke“ zeigt die Straße fast menschenleer. Bei der anfangs oft minutenlangen Belichtungszeit von Daguerreotypien kann es sein, dass sich Menschen in Bewegung im Bild befanden, die das Foto nicht einfangen konnte. Als erster Krieg, der auch fotografisch dokumentiert wurde, gilt der Krimkrieg von 1853 bis 1856. Vom britischen Foto-Pionier Roger Fenton sind etwa 360 Fotos erhalten. Fotos von aktuellen Ereignissen und der Fotojournalismus wurden für die Presse im Laufe des 20. Jahrhunderts von immer größerer Bedeutung. Das Foto von der Explosion des Zeppelins „Hindenburg“ 1937 in Lakehurst (USA) ist ein Beispiel hierfür.

Fotografie
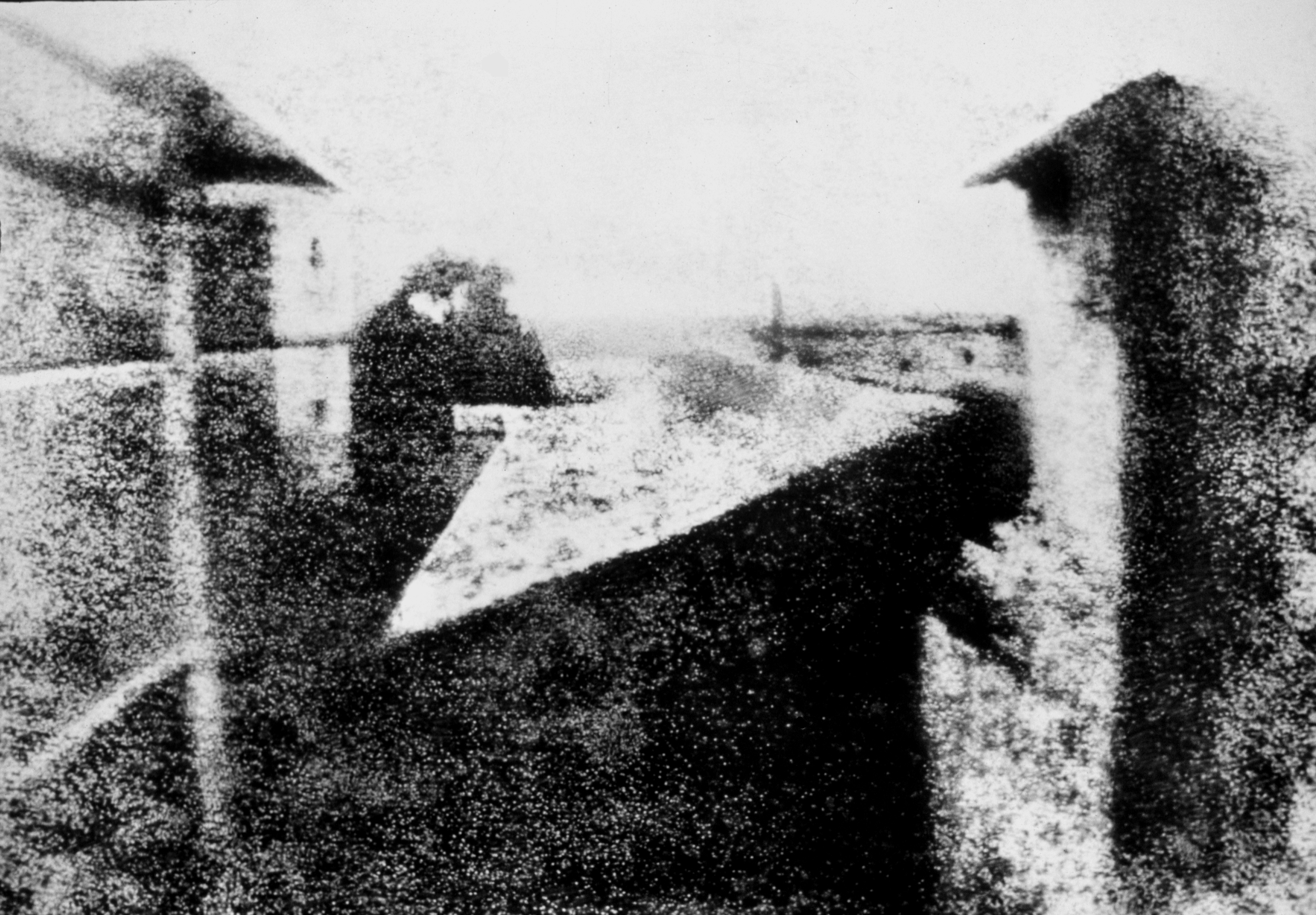
Ältestes überliefertes Foto: Blick aus dem Arbeitszimmer von 1827
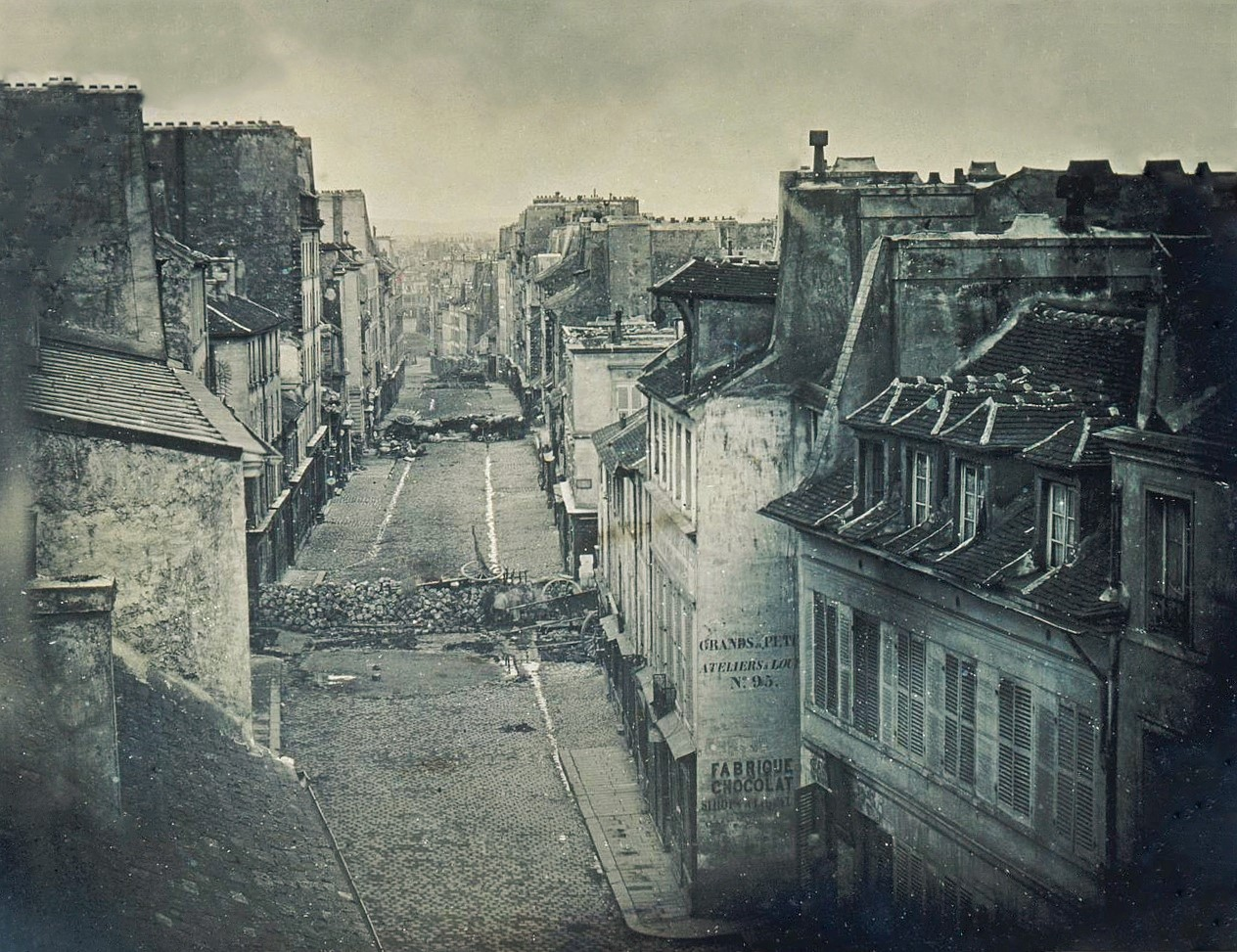
Erste Fotos historischer Ereignisse: Juniaufstand 1848 in Paris
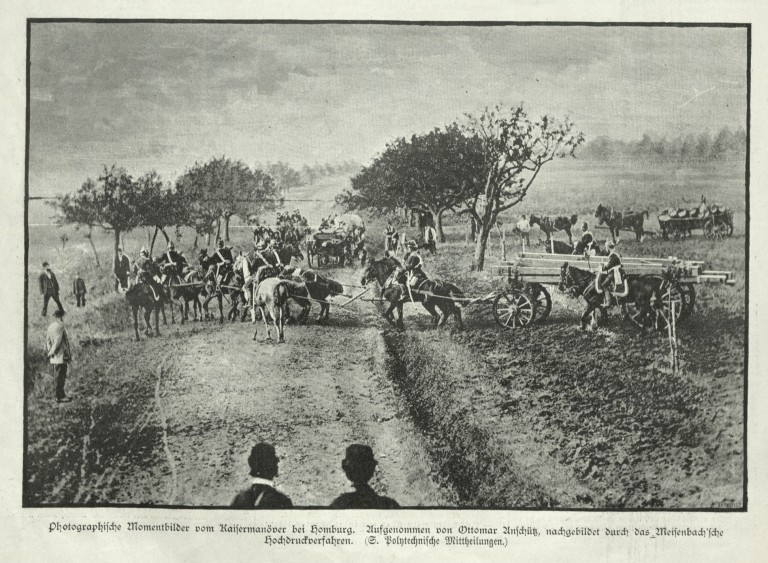
Erste Massenvervielfältigung von Fotos: Autotypie von 1884
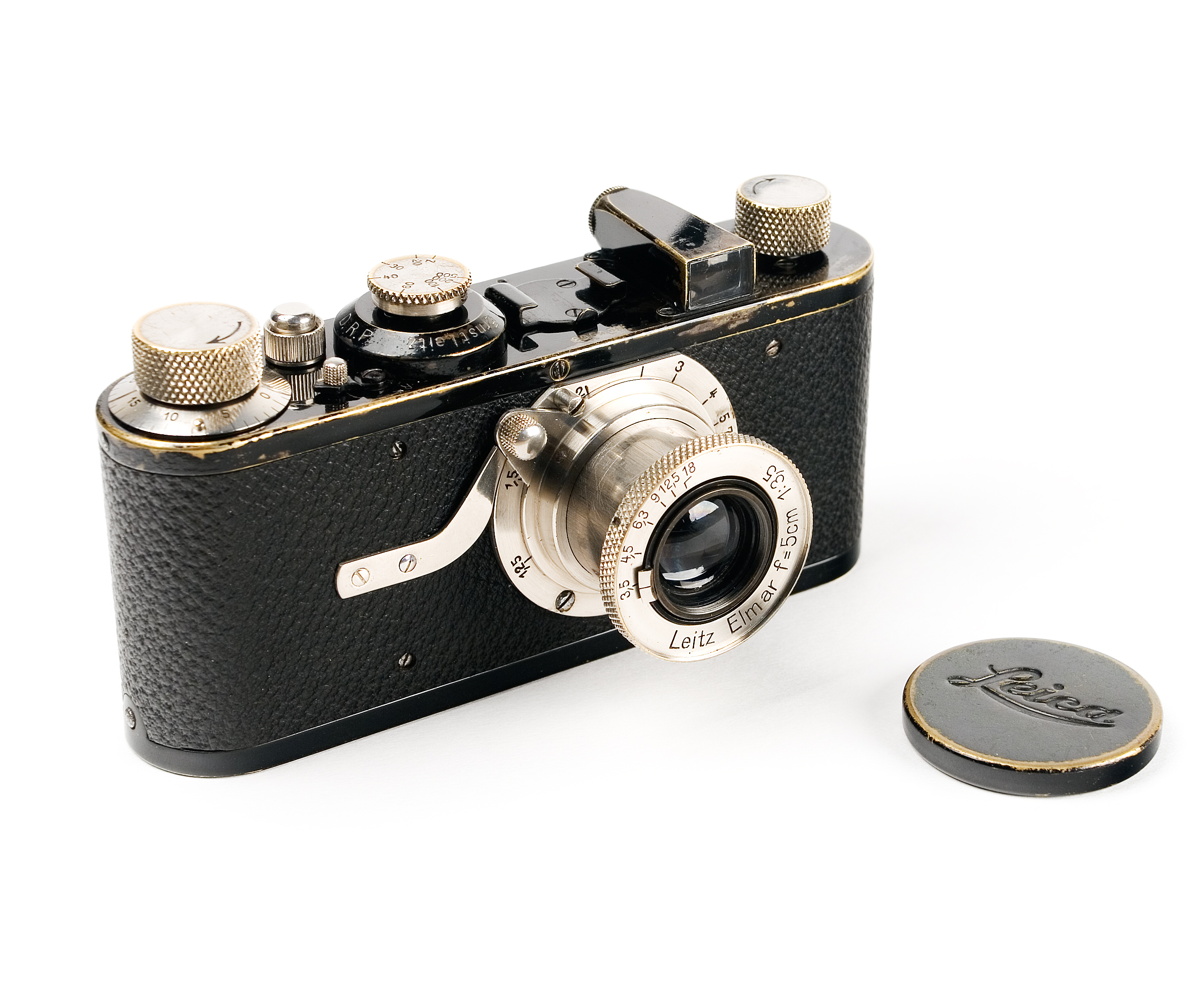
Erste Kleinbildkamera (Leica I) seit 1925 (Foto 2007)
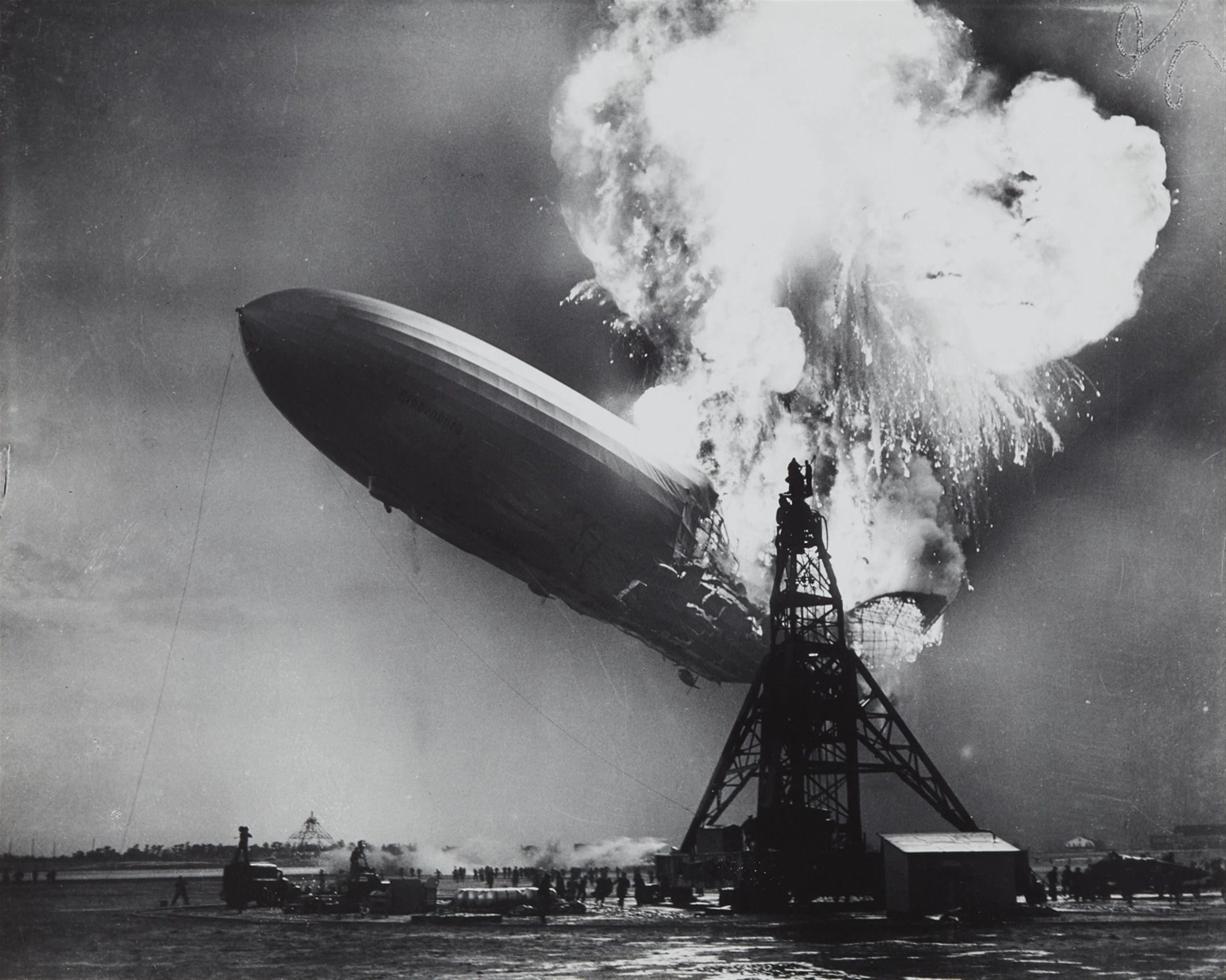
Fotojournalismus: Sam Shere: Explosion der Hindenburg 1937

#### Film
Erste Experimente zu bewegten Bildern gehen auf Eadweard Muybridge zurück, der in den 1870er Jahren Verfahren der Chronofotografie dazu nutze, Bewegungsabläufe durch Serienfotografie sichtbar zu machen. 1895 wurden die ersten, nur einige Sekunden dauernden Filme der Öffentlichkeit vorgeführt – in Berlin die Filme der Brüder Max und Emil Skladanowsky, in Paris die der Brüder Lumière. Anfang des 20. Jahrhunderts dann fingen Regisseure an, Geschichten mit Filmen zu erzählen. Bereits 1902 kam beispielsweise mit dem 16-minütigen Film Die Reise zum Mond der erste Science-Fiction-Film auf die Leinwand. Das Interesse an Filmen wuchs rasch an und so entstanden im ersten Jahrzehnt des 20. Jahrhunderts die ersten Kinos. Ab 1912 entwickelte sich in Hollywood die amerikanische, in Potsdam-Babelsberg die deutsche Filmindustrie. 1927 kam mit The Jazz Singer der erste abendfüllende Spielfilm mit Ton in die amerikanischen Kinos. Anfang der 1930er Jahre setzte sich der Tonfilm auch in deutschen Kinos durch und führte zu Umwälzungen in der Filmindustrie, weil sich nur große Filmstudios die Umstellung auf die neue, kostspielige Technik leisten konnten. Erste Verfahren zur Herstellung von Farbfotos wurden bereits Ende des 19. Jahrhunderts entwickelt. Der erste kurze Farbfilm stammt bereits aus dem Jahr 1901. Es dauerte allerdings bis in die Mitte der 1930er Jahre, als mit Becky Sharp der erste Spielfilm in Farbe in die Kinos kam.

Film und Kino
Eadweard Muybridge: Serienfotografie eines galoppierenden Pferdes von 1878
- Max und Emil Skladanowsky: Das Boxende Kanguruh, (Film 1895)
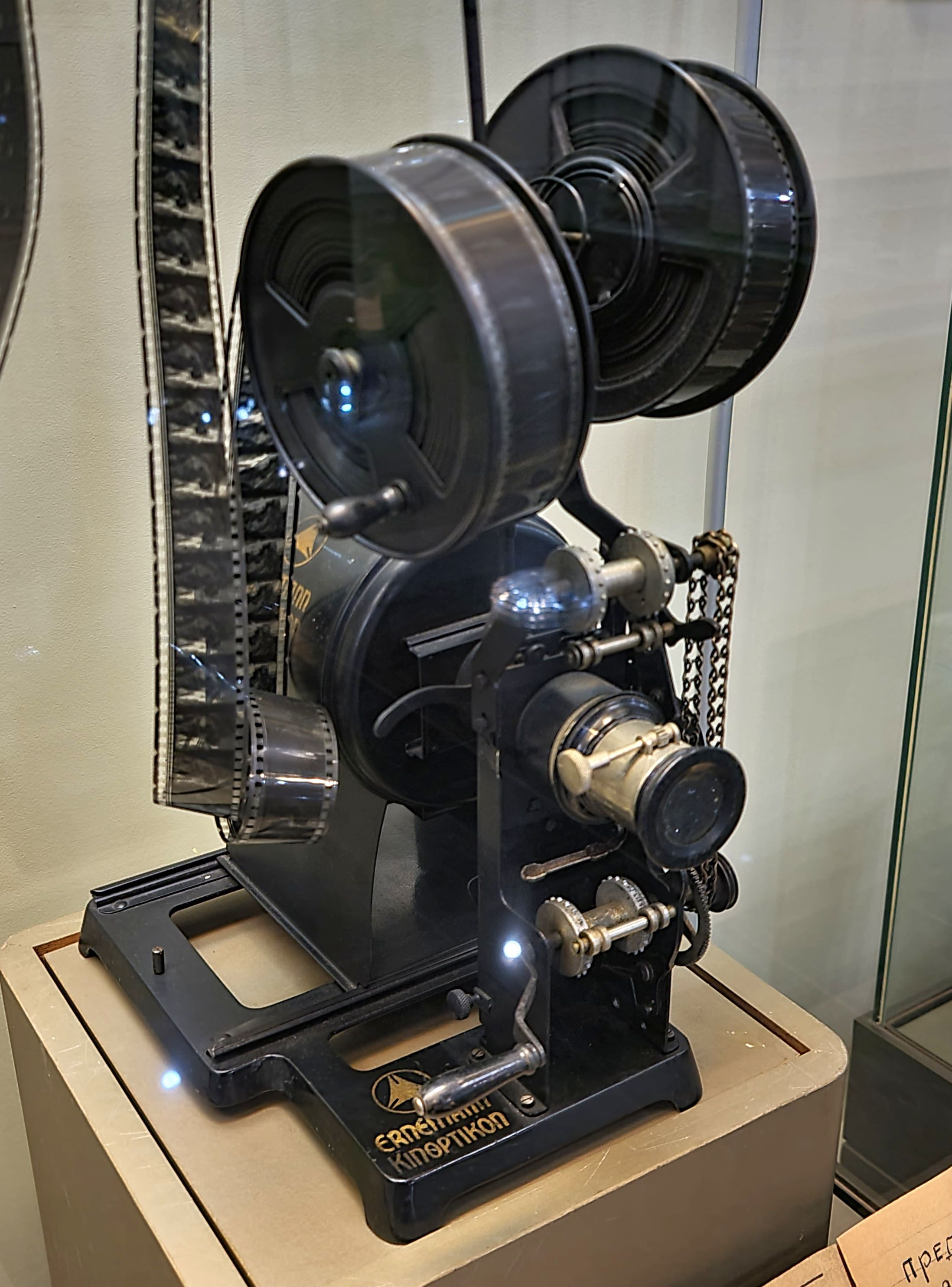
Ernemann Filmprojektor Kinoptikon, um 1910 (Foto 2021)
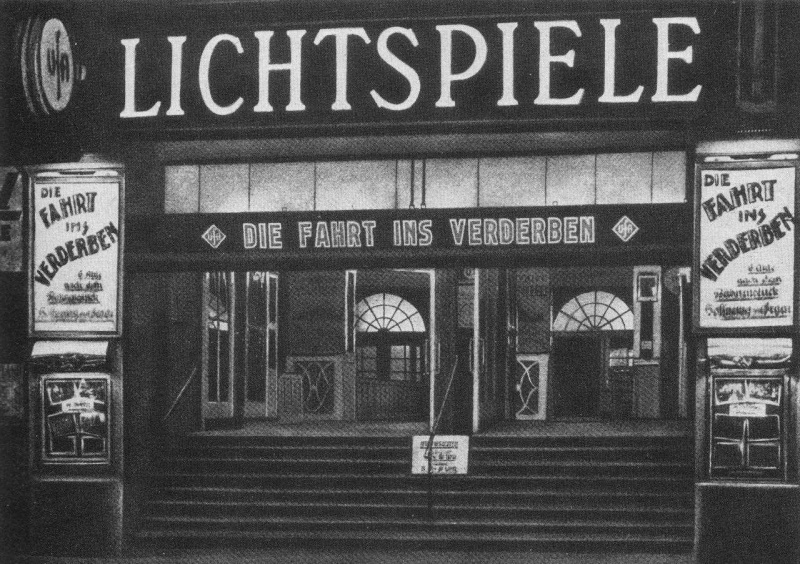
Hans Schliepmann: Ufa-Lichtspiele Berlin (Foto 1924)

### Kommunikationsmedien

#### Elektrische Telegrafie
Der 1837 von Samuel F. B. Morse entwickelte Schreibtelegraf markiert den Beginn der elektrischen, zunächst noch kabelgebundenen Telekommunikation. Telegramme konnten mittels des Morsecodes als elektrische Signale in kurzer Zeit über weite Strecken versendet werden und lösten die vor allem in Frankreich seit dem 17. Jahrhundert verbreitete umständliche und wetterabhängige optische Telegrafie ab. Bis 1850 entstand ein weit verzweigtes Telegrafennetz in Europa, außerdem entstanden zu dieser Zeit verschiedene Nachrichtenagenturen, deren Aufgabe es war, telegrafische Nachrichten zu versenden, weiterzuleiten oder zu verbreiten. Viele dieser Agenturen bestehen bis heute.
Bis in die Mitte des 19. Jahrhunderts war ein Austausch von Nachrichten zwischen Amerika und Europa nur durch die zwischen beiden Kontinenten verkehrenden Schiffe möglich. Neuigkeiten erreichten den anderen Kontinent erst nach Wochen. Nach zunächst mehreren erfolglosen Versuchen, ein Seekabel zwischen Europa und Amerika zu verlegen, nahm 1866 die erste Telegrafen-Verbindung ihren regelmäßigen Betrieb auf. Um 1870 waren bereits große Teile der Erde verkabelt. Die Telegrafie entwickelte sich so zu einem Motor der beschleunigten Globalisierung der Welt im 19. Jahrhundert. Wichtige Neuigkeiten konnten jetzt innerhalb weniger Minuten oder auf längeren Strecken mit mehreren Zwischenstationen innerhalb mehrerer Stunden ausgetauscht werden. Um 1900 wurde die drahtlose Telegrafie über Funk entwickelt, die sich rasch verbreitete und die Telegrafie weiter beschleunigte und zum Wegbereiter der Erfindung des Rundfunks wurde.

Kommunikationsmedien
Morsecode (Abbildung 1845)
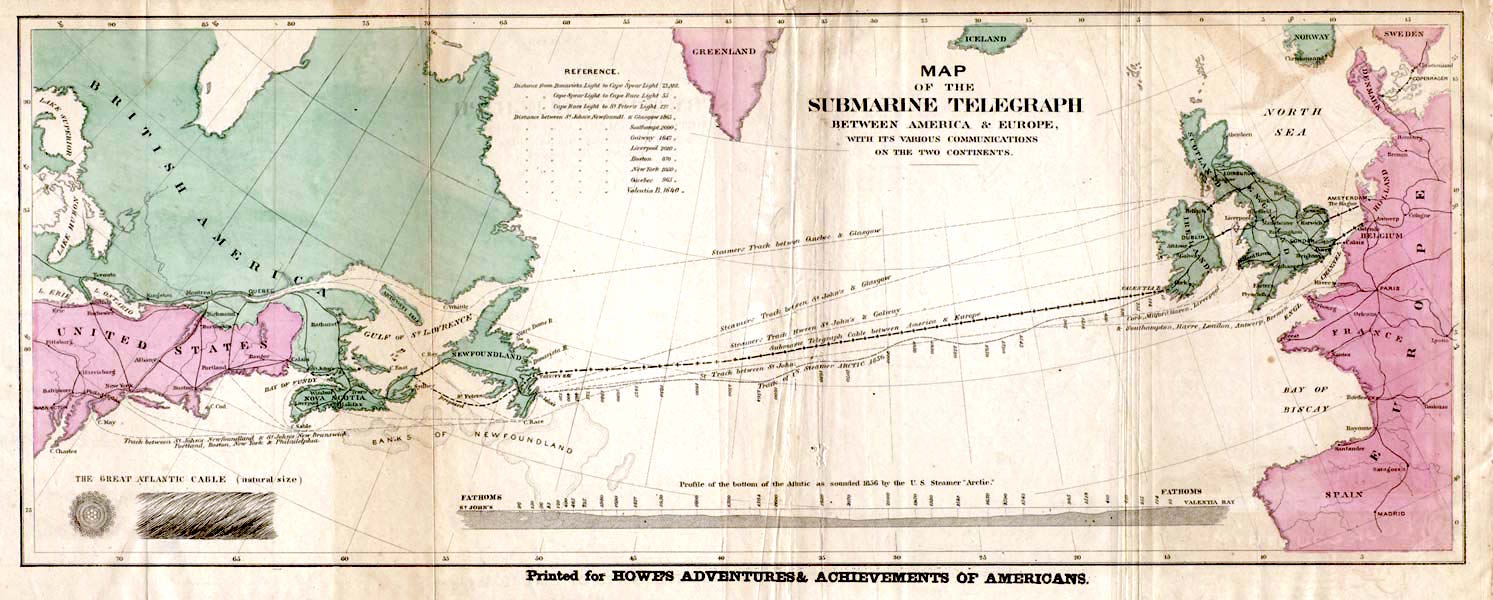
Transatlantische Seekabel-Verbindung (Karte 1858)
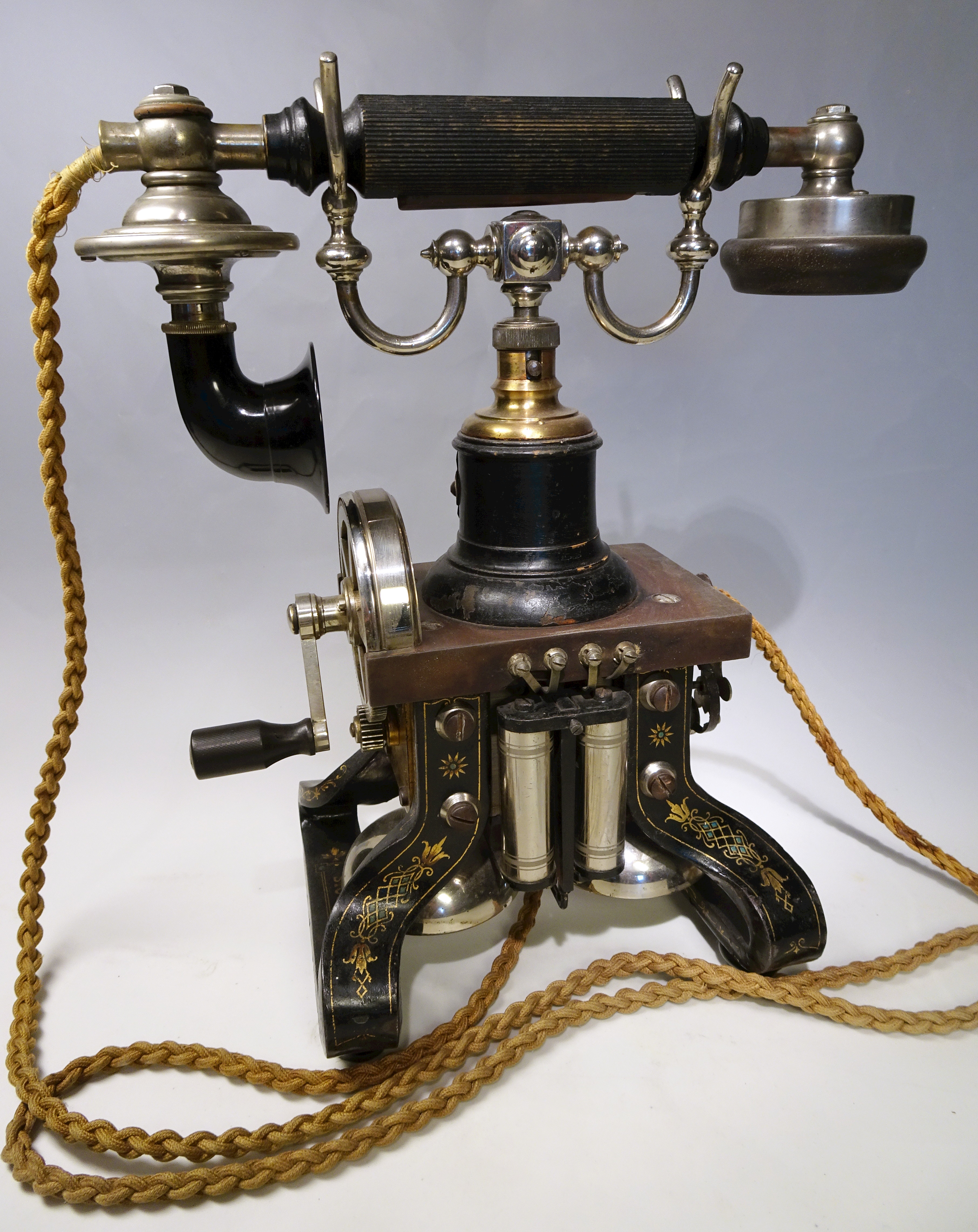
Telefon Ericssons Taxen von 1892 (Foto 2008)
Telefonzentrale Zürich-Hottingen (Foto 1917)
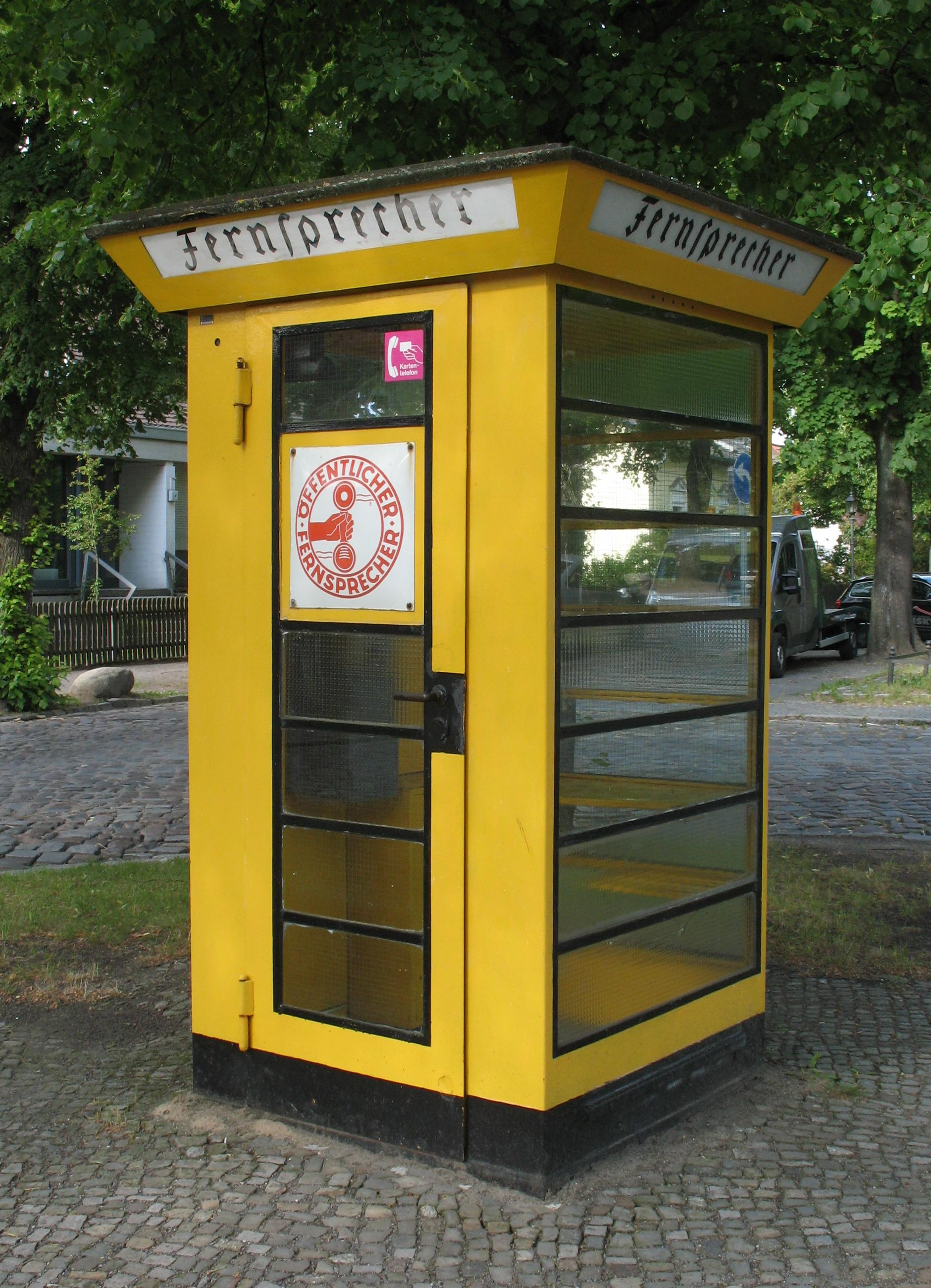
Telefonzelle ab 1927 (Foto 2012)

#### Telefon
Die Idee der Erfindung eines Fernsprechers reicht bis in die 1830er Jahre zurück. Ein erstes Telephon zu Demonstrationszwecken stellte Johann Philipp Reis im Jahr 1861 in Frankfurt am Main vor und sprach den Satz „Das Pferd frisst keinen Gurkensalat“ durch die von ihm erfundene Telefonanlage. Das erste einsatzfähige Telefon stellte 1876 Alexander Graham Bell in Boston vor. In den 1880er Jahren begann der Ausbau von Telefonnetzen. Im Deutschen Reich waren bis zum Ende des Jahrzehnts Ferngespräche zwischen verschiedenen Großstädten zwar möglich, die Zahl der Telefonapparate aber noch sehr klein. Erst nach dem Ersten Weltkrieg stieg die Zahl der Anschlüsse stark an.
Seit 1927 wurden Telefonzellen (offiziell „Fernsprechhäuschen“ genannt) in großer Zahl aufgestellt. Öffentliche Telefone gab es bereits seit Ende des 19. Jahrhunderts, sie befanden sich aber zumeist in verschiedenen öffentlichen Gebäuden. Bis in die 1980er Jahre wuchs die Zahl der Telefonzellen in Westdeutschland auf bis zu 130.000. Seit den 2000er Jahren werden sie zunehmend verdrängt. 2023 wurden die letzten Telefonzellen abgeschaltet.

#### Mobiltelefone
Erste Mobiltelefone gab es bereits in den 1920er Jahren in Zügen der Reichsbahn. Analoge Mobilfunknetze für kostspielige und mehrere Kilogramm schwere Autotelefone hatten bis Ende der 1980er Jahre eine relativ kleine Zahl von Nutzern. Erst mit dem Ausbau digitaler Mobilfunknetze seit 1992 entwickelte sich das Mobiltelefon zu einem Massenkommunikationsmittel sowohl zum Telefonieren als auch zum Austausch von Textnachrichten (SMS). Seit Anfang dieses Jahrhunderts wurden Mobiltelefone auch internetfähig. Besaßen 1998 noch 11 Prozent der Bevölkerung in Deutschland ein Mobiltelefon, waren es 2013 bereits 93 Prozent.

### Auditive Medien

#### Phonograph
1877 stellte Thomas Alva Edison (auch der Erfinder der Glühlampe) das erste Gerät zur Tonaufzeichnung und -wiedergabe vor. Der Phonograph (oder „Sprechmaschine“) zeichnete den Schall mittels einer Nadel auf einer mit Zinn beschichteten Walze auf, den man sich anschließend mittels eines trichterförmigen Verstärkers wieder anhören konnte. Die Technik wurde später auch bei Schallplatten und Grammophonen angewandt. Der Franzose Édouard-Léon Scott de Martinville hatte bereits 1860 erstmals Schall aufgezeichnet, den er allerdings nicht wieder abspielen konnte.

Tonaufnahme und -wiedergabe
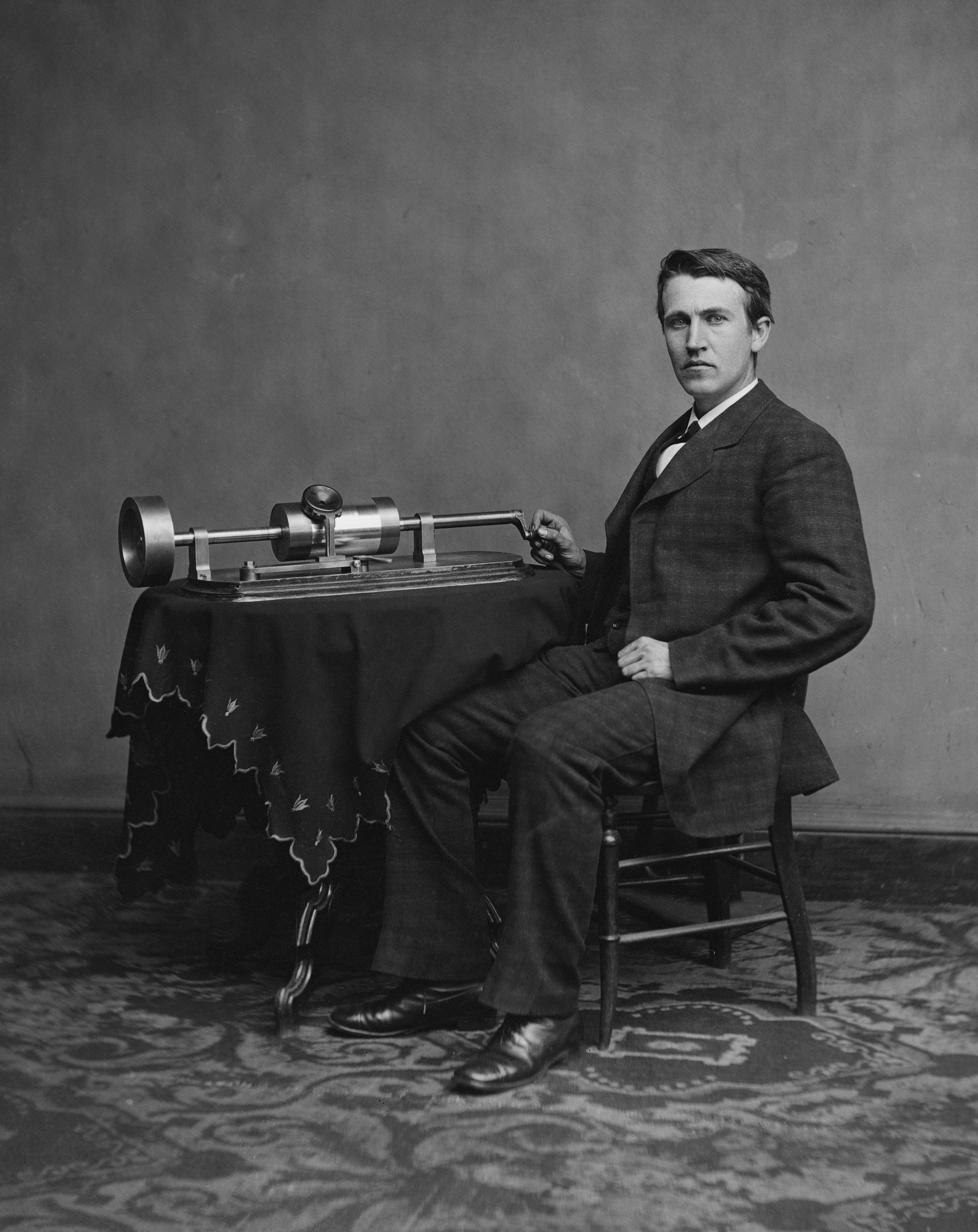
Thomas Alva Edison und sein Phonograph (Foto 1878)
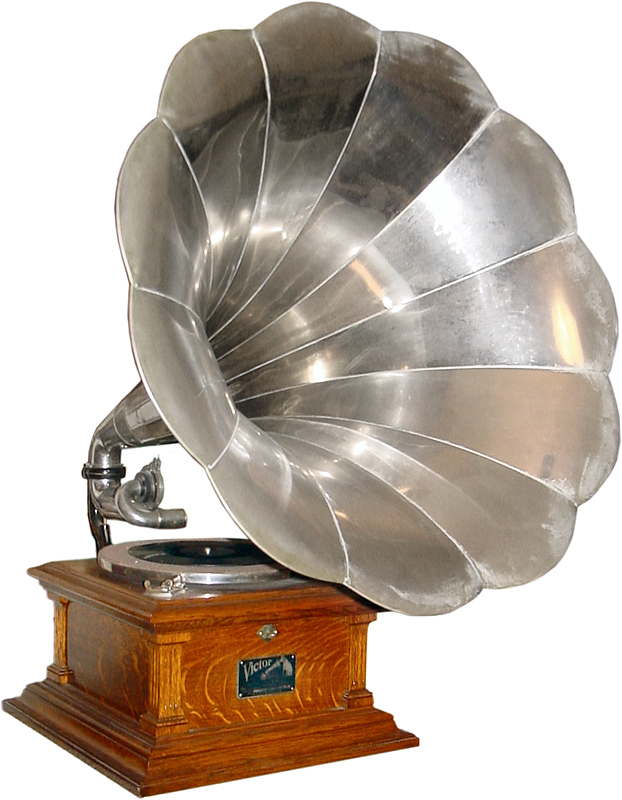
Grammophon von etwa 1907 (Foto 2006)
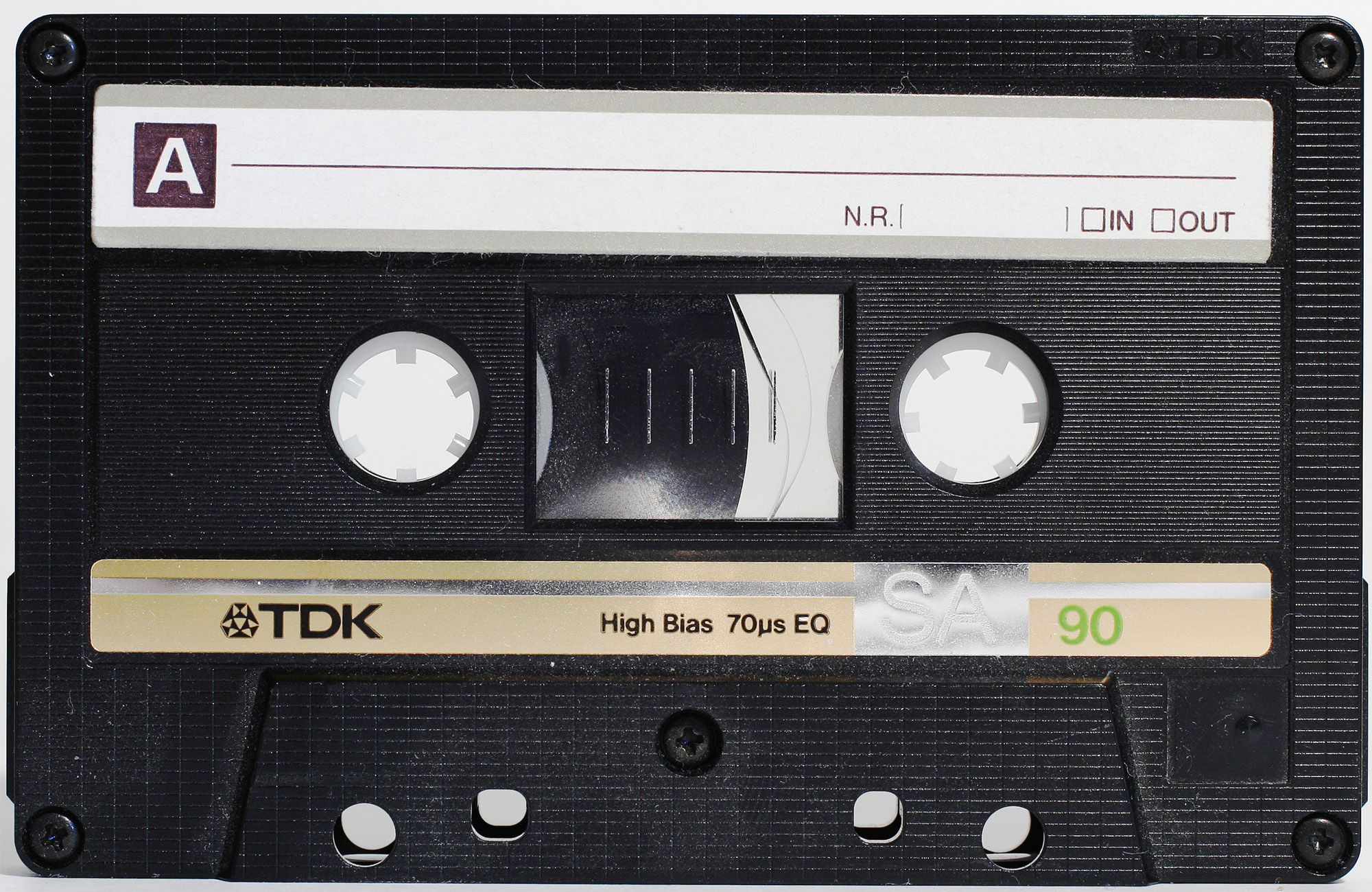
Kompaktkassette ab 1963 (Foto 2007)
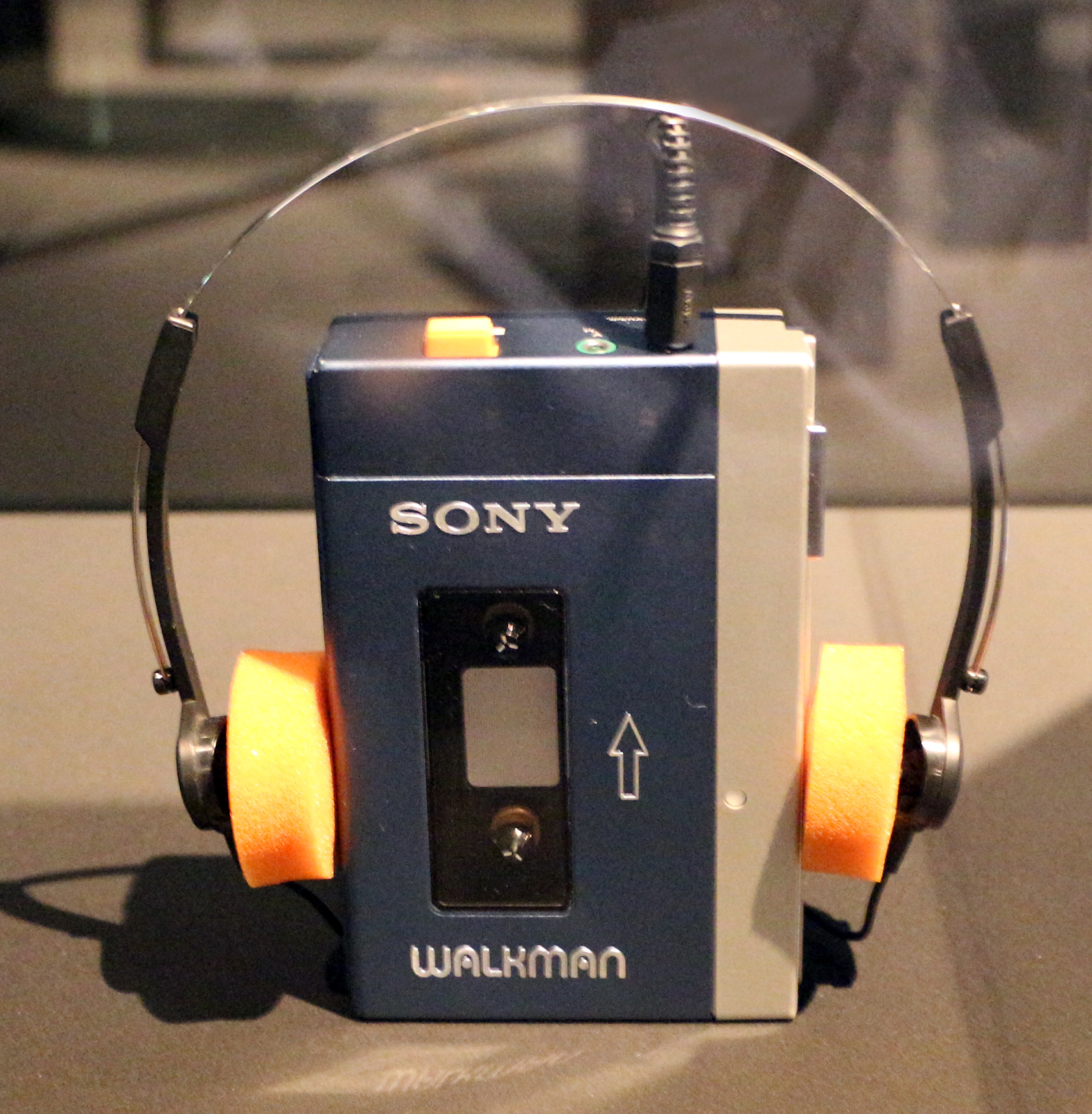
Erster Walkman von 1979 (Foto 2016)
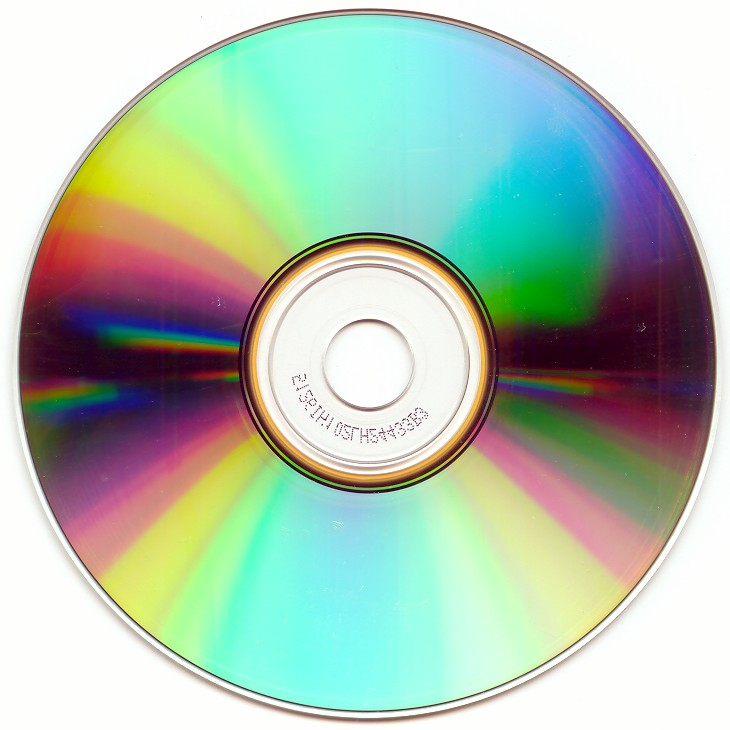
Compact Disc ab 1980 (Foto 2005)

#### Schallplatte
Einen Durchbruch für das Abspielen von Musik bedeutete die Erfindung der Schellackplatte 1896. In den kommenden Jahrzehnten – bis in die 1980er Jahre – wurden Schallplatte und Grammophon (später einfach nur: „Plattenspieler“) zum wichtigsten Tonträger. In den 1930er Jahren wurde die Schellackplatte von weniger zerbrechlichen Platten aus Vinyl verdrängt. Wurde die Schallplatte nach Einführung digitaler Speichermedien in den 1990er Jahren weitgehend verdrängt, ist sie seit den 2010er Jahren wieder weit verbreitet.

#### Weitere Tonträger: Kassette, CD, MP3-Player
Die 1963 eingeführte Kompaktkassette auf Magnettonband war nach der Schallplatte das zweite Massenmedium zur Tonaufnahme und -wiedergabe. Von den 1970er bis in die 1990er Jahre waren besonders Leerkassetten erfolgreich, auf denen man Musik aus dem Radio oder von Schallplatten einfach vervielfältigen konnte. 1979 kam mit dem Walkman das erste tragbare Abspielgerät für Kompaktkassetten auf den Markt. Mit der Markteinführung der Compact Disc begann Anfang der 1980er Jahre das digitale Zeitalter der Tonwiedergabe. Der Vorteil gegenüber den noch üblichen Schallplatten lag vor allem darin, dass CDs mit einem Laser und nicht mechanisch abgetastet werden und deshalb weniger schnell verschleißen. In den 1990er Jahren hatte die CD die Schallplatte weitgehend verdrängt. Später wurden auch Filme auf Silberscheiben (DVDs und Blu-Ray) digital vertrieben. Die seit Anfang dieses Jahrhunderts sich rasch verbreitenden MP3-Player veränderten das Abspielen und den Vertrieb von Musik noch einmal nachhaltig. Auf einem MP3-Player können (je nach Speicherplatz) tausende Musiktitel gespeichert werden, während bisherige Speichermedien wie die Compact Disc auf nur 75 Minuten Abspielzeit kamen. Musik wird seit den 2010er Jahren immer weniger über physische Speichermedien vertrieben, sondern zunehmend im Internet heruntergeladen.

### Rundfunk: Hörfunk und Fernsehen

#### Hörfunk und Radio
Die weltweit erste Hörfunksendung wurde 1906 in den USA ausgestrahlt. Grundlage der Rundfunkmedien war die Entdeckung der elektromagnetischen Wellen durch Heinrich Hertz Ende der 1880er Jahre. In Deutschland beginnt die Geschichte des Hörfunks erst in den 1920er Jahren. Am 22. Dezember 1920 strahlte die Reichspost erstmals ein Weihnachtskonzert aus, das aber nur in Berlin zu empfangen war. Das erste regelmäßige Radioprogramm startete 1923. Das Radio verbreitete sich in den 1930er Jahren zum Massen- und Leitmedium. Die Nationalsozialisten setzten zur Verbreitung von Nachrichten und Propaganda vor allem auf das Radio. Kleine, vergleichsweise preiswerte Radiogeräte wurden als sog. „Volksempfänger“ seit 1933 millionenfach verkauft.

Rundfunk: Radio und Fernsehen
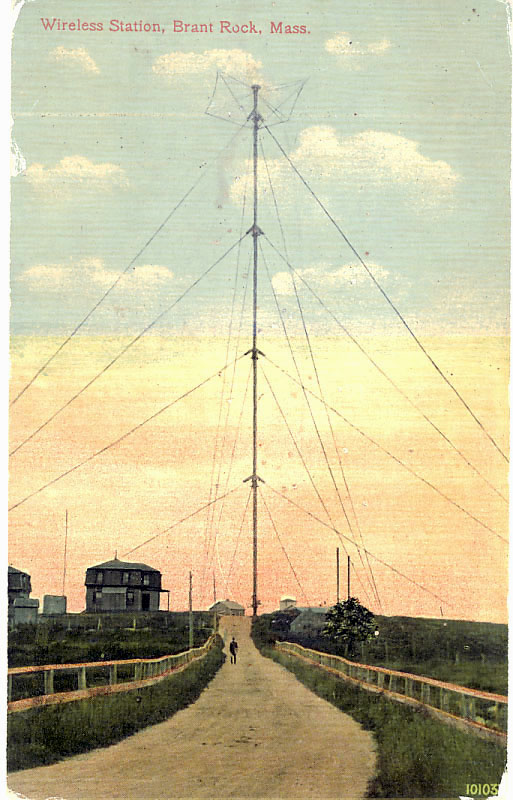
Erster Radiosender in den USA ab 1906 (Postkarte 1910)
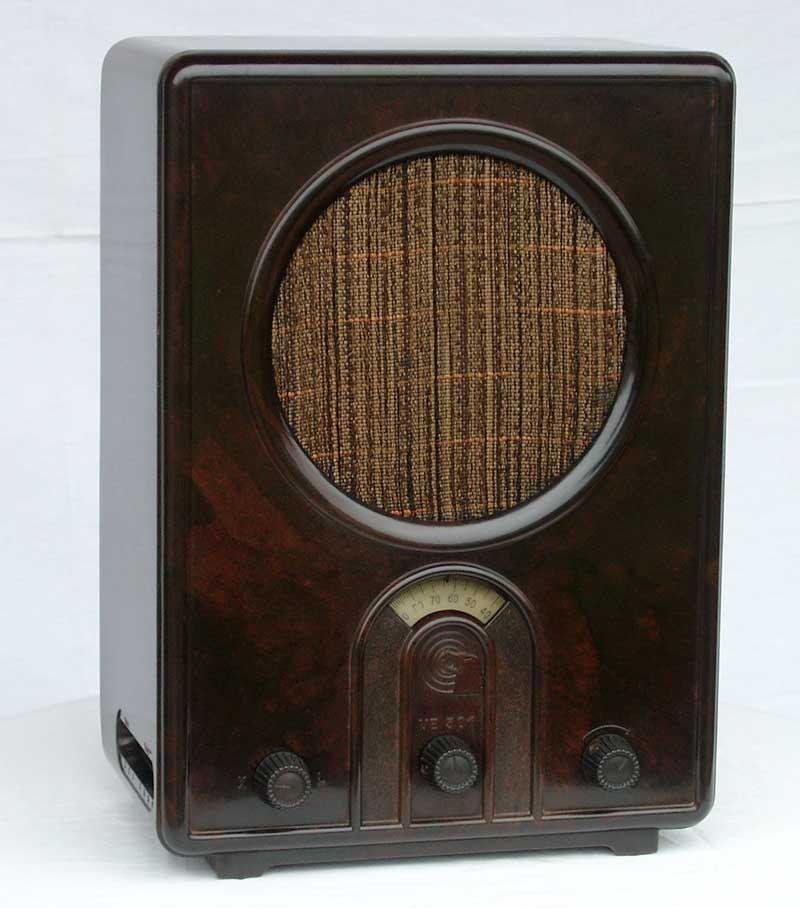
Volksempfänger von 1933 (Foto 2006)
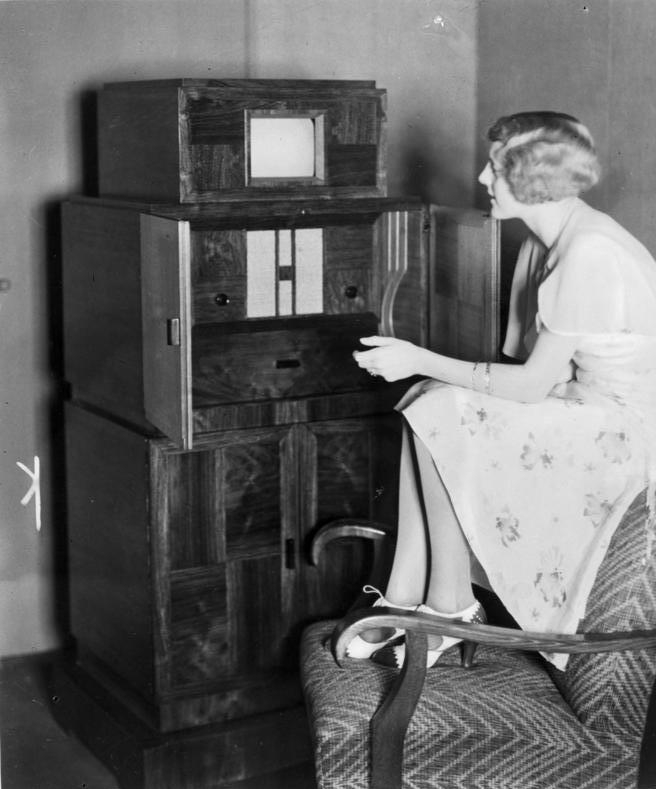
Kombinierter Fernseh- und Rundfunkempfänger (Foto 1933)
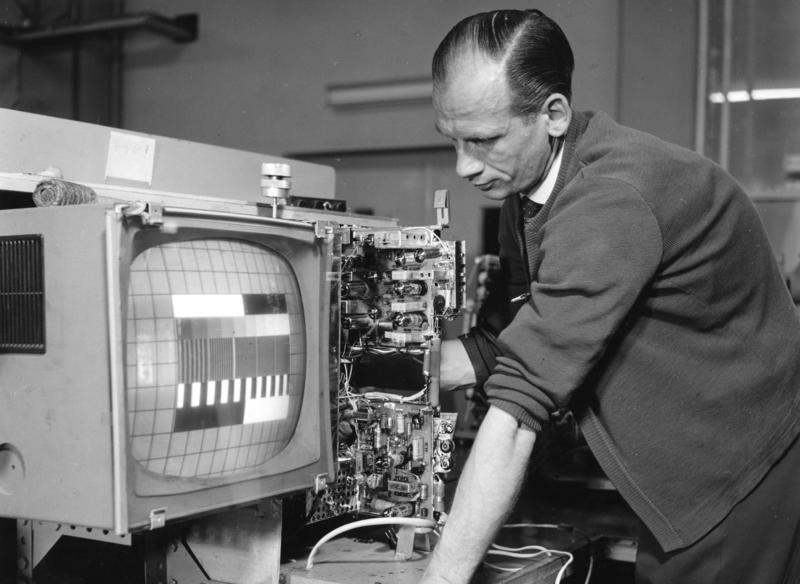
Produktion von Fernsehern in Nürnberg (Foto 1959)
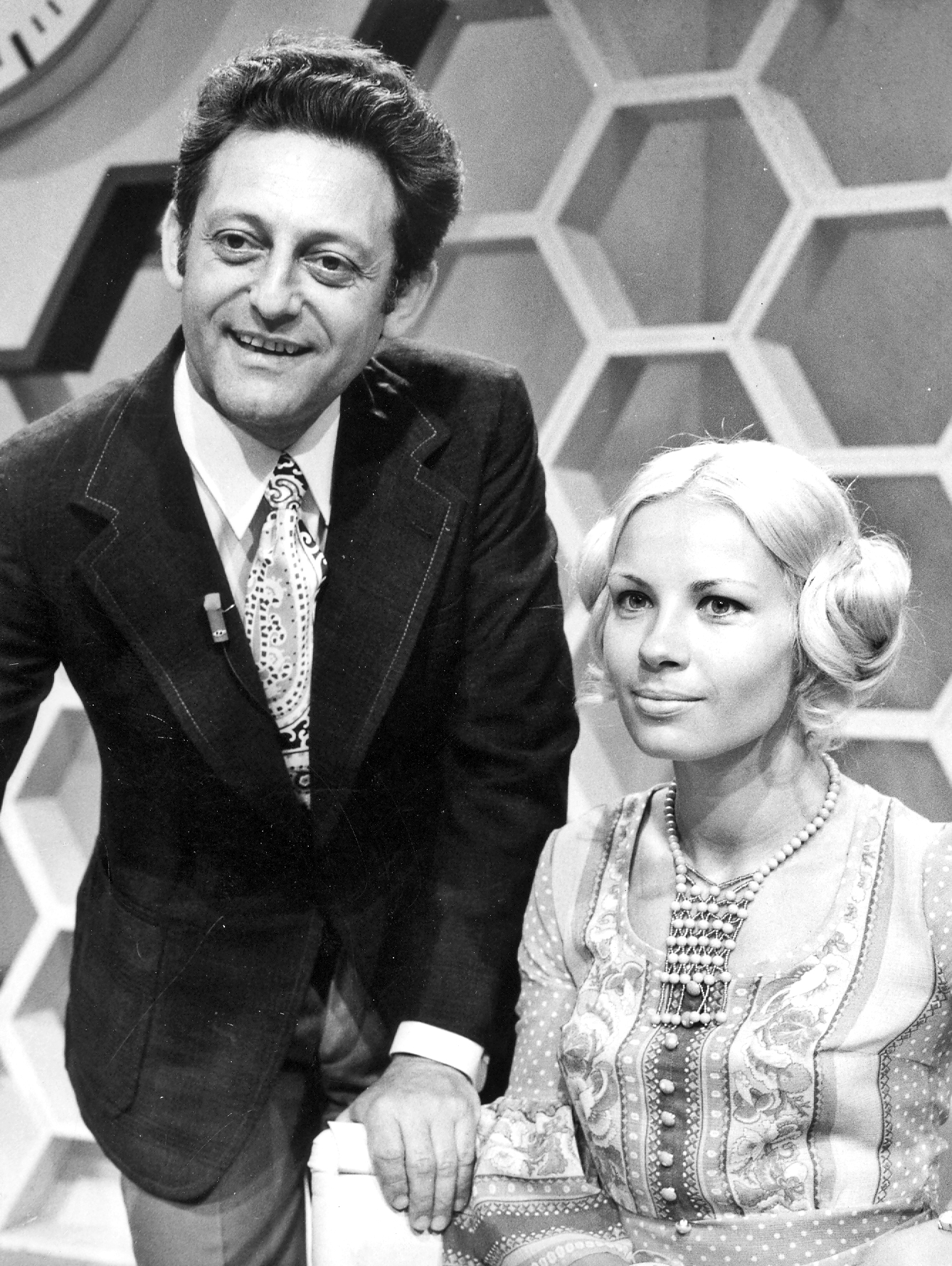
Fernsehshow: Dalli Dalli mit Hans Rosenthal (Foto 1971)

#### Fernsehen
Einsatzfähige Fernseher wurden in den 1920er Jahren erfunden. Das weltweit erste regelmäßige Fernsehprogramm wurde ab 1935 im nationalsozialistischen Deutschland ausgestrahlt. Weil die Zahl der Fernsehgeräte aber noch sehr klein war, spielte das Fernsehen anfangs eine unbedeutende Rolle. Verzögert durch den Zweiten Weltkrieg stieg das Fernsehen in Deutschland erst im Laufe der 1950er Jahre zum Massenmedium auf. Ereignisse wie die Krönung Queen Elizabeths 1953 oder die Fußball-Weltmeisterschaft 1954 kurbelten den Verkauf von Fernsehgeräten stark an. Nicht nur in der Bundesrepublik, sondern auch in der DDR war Fernsehen in den 1960er Jahren eine beliebte Freizeitbeschäftigung. In Westdeutschland gab es den 1950er Jahren anfangs nur den Fernsehsender ARD mit anfangs drei, später fünf Stunden Fernsehprogramm. 1963 kam das ZDF, danach die dritten Programme und schließlich in den 1980er Jahren die privaten Fernsehkanäle hinzu. 1967 wurde das Farbfernsehen eingeführt. In der DDR ging 1969 ein zweiter Sender auf Sendung.

### Digitale Medien

#### Computer
Die noch mechanisch betriebene, von Konrad Zuse zwischen 1938 und 1941 entwickelte Rechenmaschine Zuse Z3 gilt als erster funktionsfähiger Computer. Der erste elektrisch betriebene Computer war der 1944 von amerikanischen Militärs entwickelte Rechner ENIAC. Bis zur Verbreitung von Computern als Massenmedium vergingen noch etwa drei Jahrzehnte. Seit den frühen 1980er Jahren fanden Heimcomputer oder Personal Computer (PC) großen Absatz, die an einen Fernseher angeschlossen werden konnten und die anfangs hauptsächlich zum Computerspielen genutzt wurden. Ende der 1980er Jahre erweiterte sich das Aufgabenspektrum der Computer. Personal Computer (PCs) wurden erschwinglich und zum Beispiel zur Textverarbeitung benutzt. Computer erhielten Einzug in alle Lebensbereiche und in die Arbeitswelt. Noch stärkere Verbreitung fanden PCs schließlich mit dem Aufkommen des Internets in den 1990er Jahren.

Digitale Medien
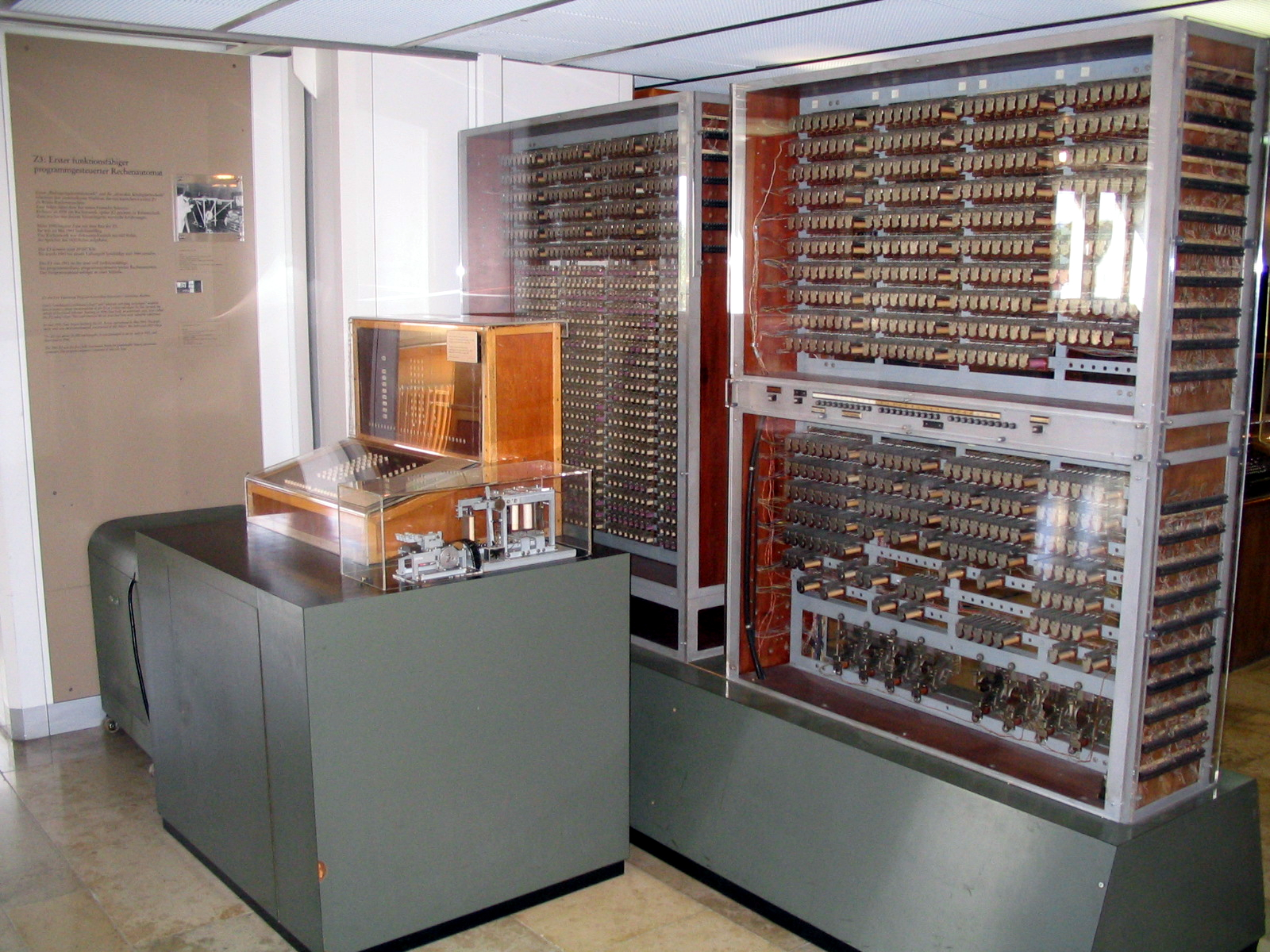
Zuse Z3 von 1938 (Foto 2006)
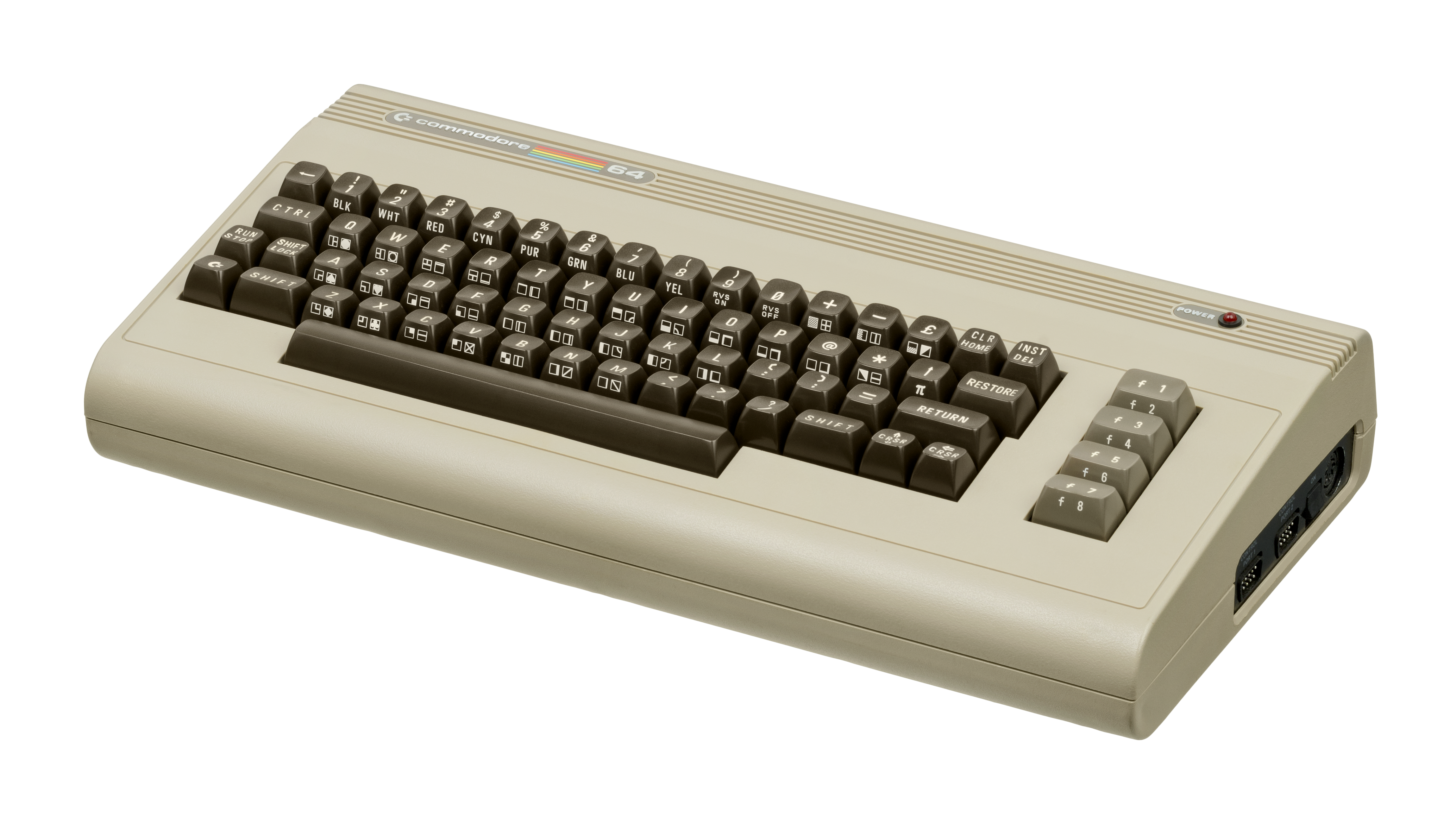
Heimcomputer Commodore 64 von 1982 (Foto 2017)
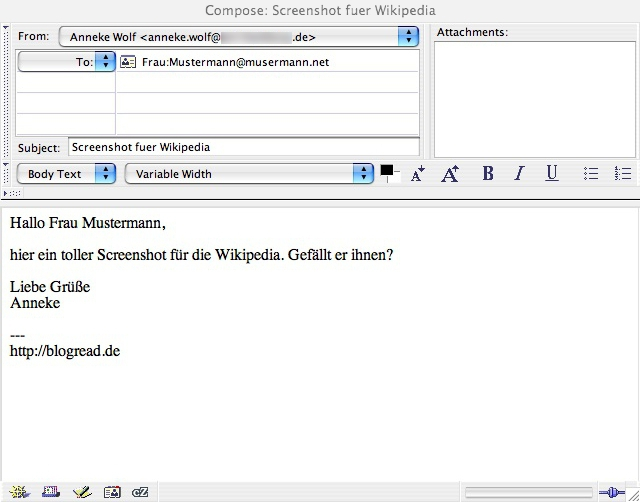
E-Mail seit 1971 (Screenshot 2012)
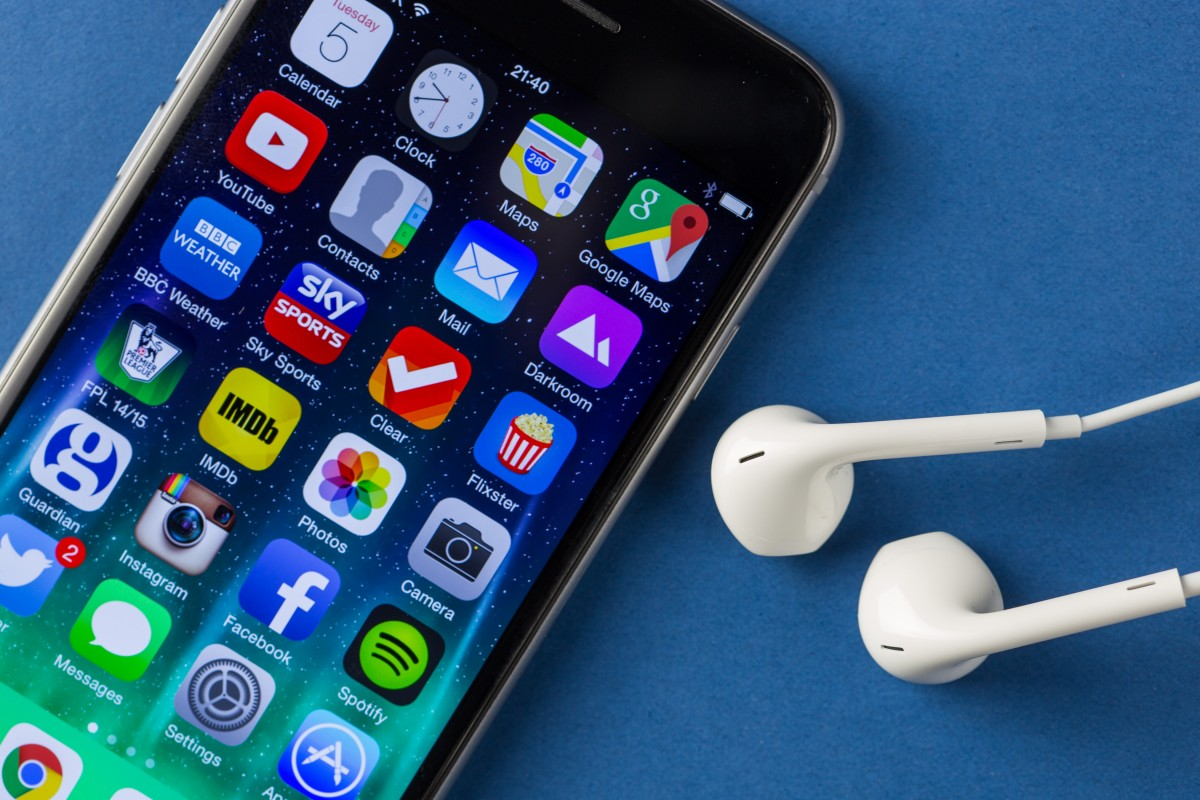
Smartphone ab 2007 (Foto 2022)

#### Internet: World Wide Web, E-Mail, Web 2.0, KI
Anfänge des Internets gehen zurück bis in das Jahr 1969, als erstmals Computernetzwerke für militärische Zwecke entwickelt wurden. Die Entwicklung des World Wide Web 1989 am CERN in Genf bildet den Ausgangspunkt für das heute bekannte und genutzte Internet. Ab 1993 konnten auch Privatpersonen mit dem Webbrowser Mosaic online gehen. Seit Mitte der 1990er Jahre ist das Internet in rasanter Geschwindigkeit zum Massenmedium aufgestiegen. 1984 wurde die erste E-Mail in Deutschland verschickt. Die Technik wurde bereits Anfang der 1970er Jahre in den USA entwickelt. Erst in den 1990er Jahren wurden E-Mails zu einem Massenkommunikationsmittel und machten dem gedruckten oder geschriebenen Brief zunehmend Konkurrenz. 2019 wurden täglich rund 245 Milliarden E-Mails verschickt. Das Web 2.0 ermöglicht seit Beginn dieses Jahrhunderts, verstärkt auch eigene Inhalte im Netz zu veröffentlichen. Bekanntes Beispiel ist die kollaborativ erstellte Online-Enzyklopädie Wikipedia, die im Jahr 2001 gegründet wurde. Seit etwa 2005 entwickelten sich die verschiedenen Social-Media-Formate mit Portalen wie Facebook oder Twitter. Neue mediengeschichtlich bedeutsame Herausforderungen stellen die Entwicklungen der Künstliche Intelligenz (KI) wie beispielsweise KI-gestützte Dialogsysteme zur Textgenerierung dar. Insgesamt haben sich durch die Digitalisierung im Bereich der Medien in den vergangenen drei Jahrzehnten radikale Veränderungen vollzogen und beschleunigt, deren weitere Entwicklung unabsehbar ist.

#### Smartphone
Die ersten Smartphones gab es bereits Mitte der 1990er Jahre, aber erst seit 2007 haben sie sich zum Massenprodukt entwickelt. Sie integrieren alle in diesem Artikel aufgeführten Funktionen: Mit ihnen lassen sich Zeitungen oder Bücher lesen, über Telefon oder Instant Messenger kommunizieren, Fotografieren und Filme aufnehmen, Bilder und Videos anschauen. Musik hören und Ton aufnehmen, Fernsehen und Radio hören. Dass heute ein Gerät alle Medienformate zur Verfügung stellt und miteinander kombiniert, bezeichnet man in der Medienwissenschaft als Intermedialität.

## Medialität– Medien und historischer Wandel
Neben der Erforschung einzelner Medien untersucht die Mediengeschichte auch die Medialität der Medien, also ihren Einfluss auf politische, gesellschaftliche, wirtschaftliche und kulturelle Entwicklungen und Wandlungsprozesse, die auch in Wechselwirkung zueinander stehen können. Solche Wechselwirkungen lassen sich nicht generalisieren, sondern exemplarisch beschreiben und erklären.

### Revolutionen und Pressewesen
Einen großen Aufschwung erlebten Zeitungen und die Presse während der Revolutionen des späten 18. und 19. Jahrhunderts. „Einerseits förderten Medien vielfach die Dynamik der revolutionären Bewegungen, andererseits veränderten die Revolutionen die Medien.“ Das zeigte sich schon während der Amerikanischen Revolution zwischen 1763 und 1776, als nordamerikanische Zeitungen sich aktiv in das Revolutionsgeschehen einmischten. Infolgedessen wurde die Pressefreiheit in der Virginia Declaration of Rights und später in der amerikanischen Verfassung fest verankert. Die Französische Revolution führte zu „einer in der bisherigen Weltgeschichte einmalig rasanten Ausbreitung der Presse“. In den Anfangsjahren der Revolution entstanden jährlich über 300 verschiedene, oft kurzlebige Zeitungen und Zeitschriften. Bereits zur Zeit der Jakobinerherrschaft, vor allem aber unter Napoleon Bonaparte wurde die Pressefreiheit wieder eingeschränkt.
Die Revolutionen in den USA und in Frankreich regten auch die Publizistik in den deutschen Ländern an. Der Medienhistoriker Frank Bösch betont den Zusammenhang zwischen der Anfang des 19. Jahrhunderts aufkommenden Ideologie des Nationalismus und des aufstrebenden Pressewesens. Der Journalismus und die Zeitungen erlangten in den ersten beiden Jahrzehnten des 19. Jahrhunderts eine erste Blütezeit. In der Phase der Koalitionskriege etablierte sich die frühe Nationalbewegung über einschlägige Zeitungen, in denen gegen Napoleon mobilisiert und eine deutsche Nation beschworen wurden. In dieser Phase kam auch der Begriff der Propaganda auf. Hardenberg forderte 1807 hierzu, man müsse „die öffentliche Meinung mehr ehren und bearbeiten, durch zweckmäßige Publizität, Nachrichten, Lob und Tadel“ Nach dem Sieg über Napoleon bekämpften herrschenden Könige und Fürsten die von verschiedenen Zeitungen unterstützen Ideen des Liberalismus und Nationalismus. 1819 legten sie mit den Karlsbader Beschlüssen strenge Regeln für die Zensur der Presse fest. Je aktueller das Verbreitungsorgan war, desto stärker war die Zensur. Zeitungen wurden deshalb viel kritischer überwacht als Bücher. Erst während der Revolution 1848/1849 kam es zu einem erneuten, wieder nur kurzem Aufleben des Journalismus in den deutschen Ländern.

Medien und historischer Wandel
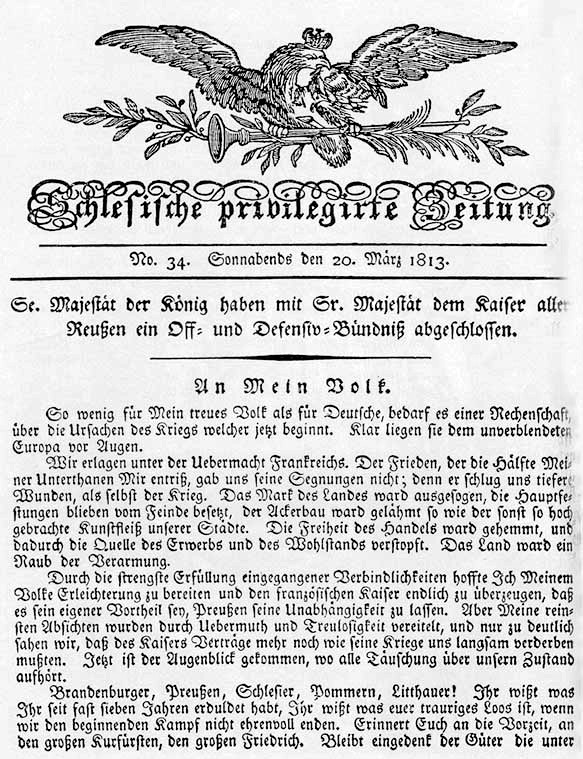
Aufruf zur Mobilisierung gegen Napoleon von Friedrich Wilhelm III. (Zeitung vom 20. März 1813)
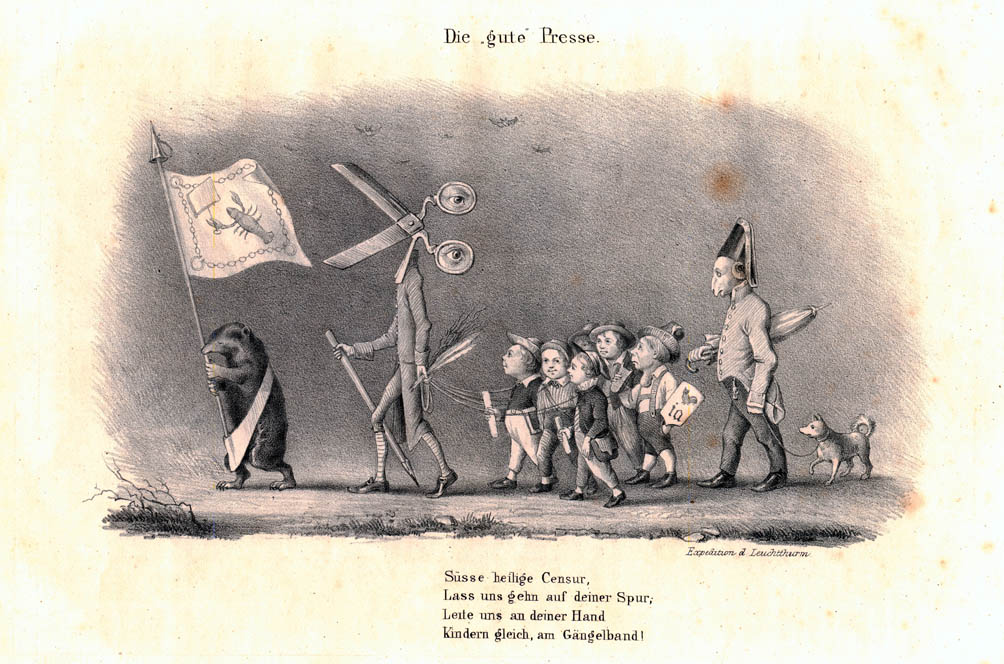
Kritik an der Zensur: Die gute Presse (Karikatur 1847)
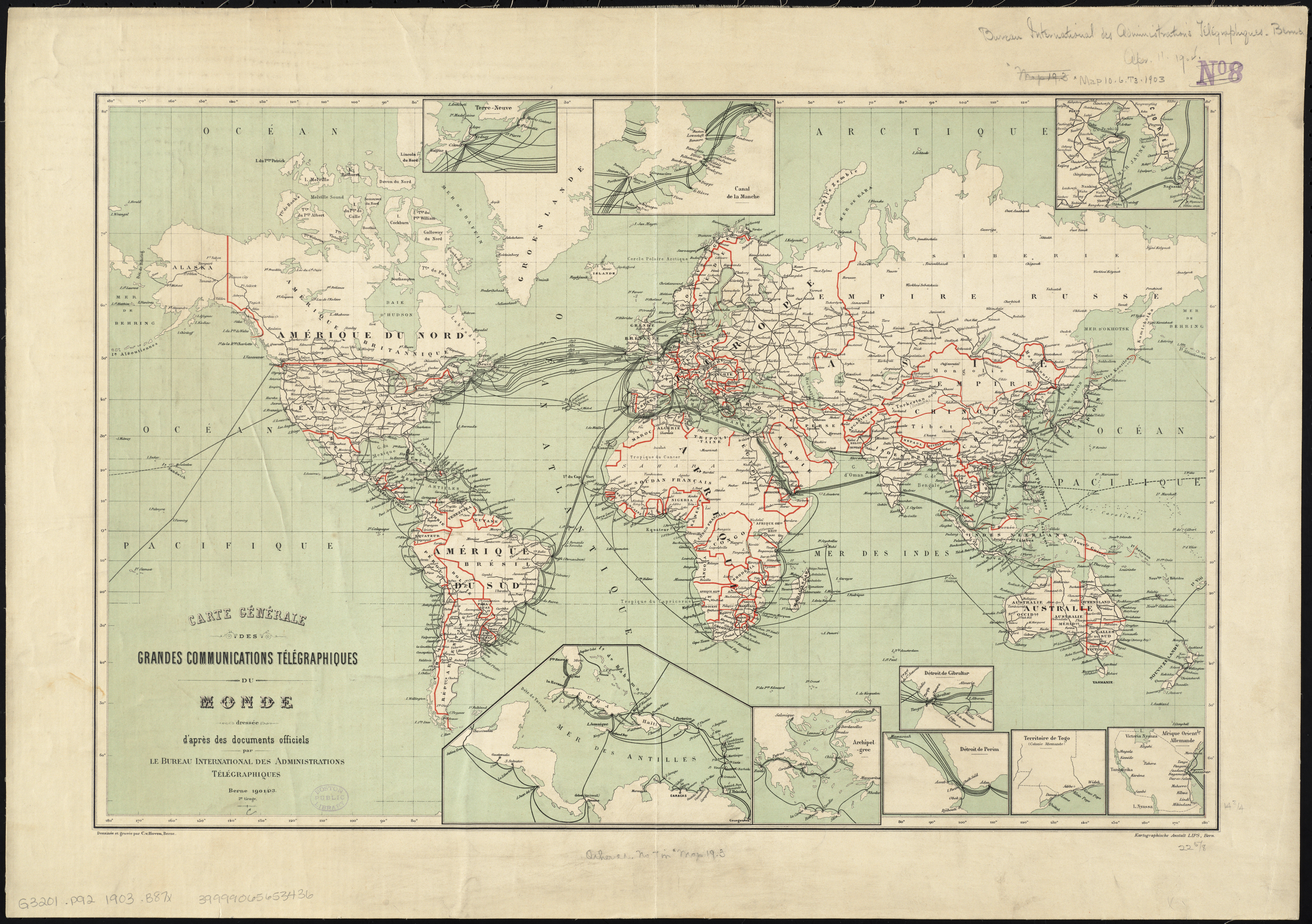
Weltweites Telegrafennetz (Karte 1901)
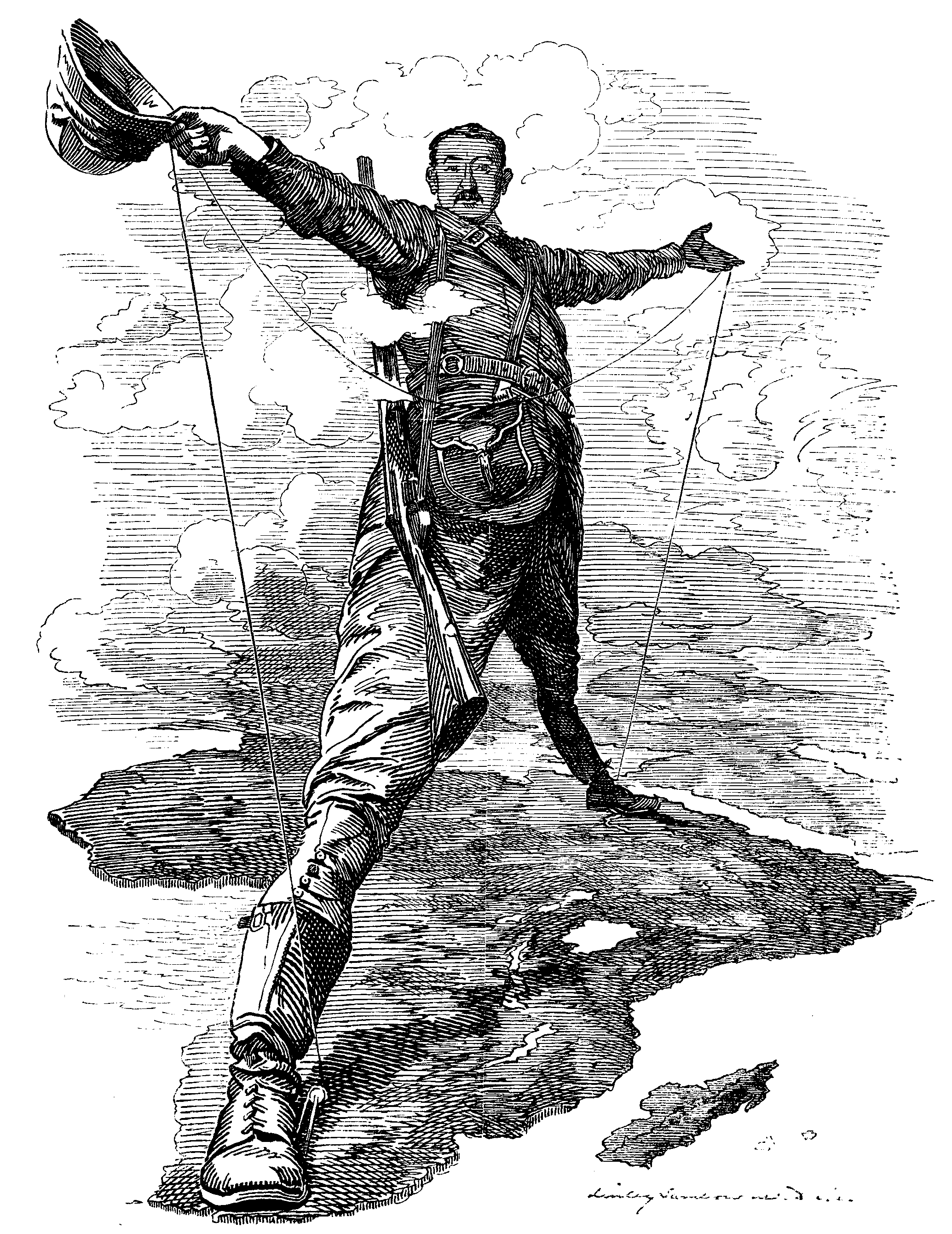
Edward Linley Sambourne: The Rhodes Colossus (Karikatur 1892)
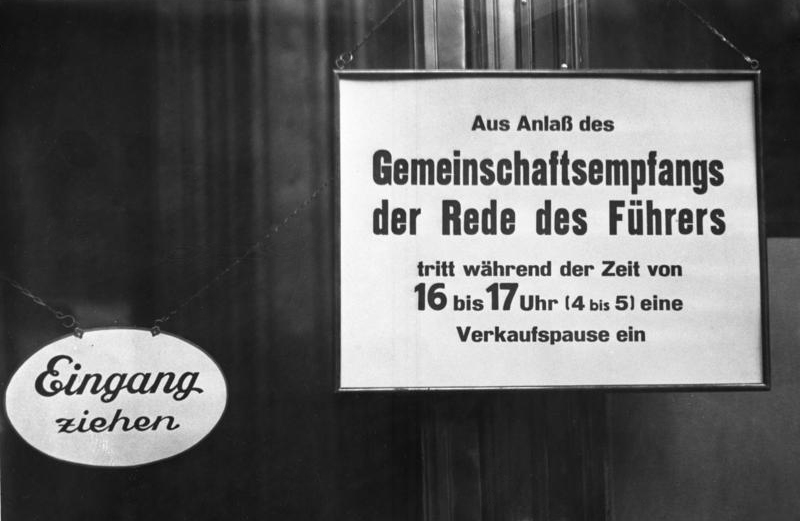
Hörfunk und Propaganda: Zwang zum Hören einer Führerrede (Foto 1935)

### Kolonialismus und Telegrafie
Das Zeitalter des Imperialismus und der Kolonisierung im letzten Drittel des 19. Jahrhunderts bis zum Ersten Weltkrieg war eine Phase der intensiven Beschleunigung und Hochphase der Globalisierung, bei der alle bisher nicht kolonisierten Regionen Afrikas und in Fernost unter den europäischen Großmächten aufgeteilt wurden. Die Kolonisierung wurde maßgeblich auch durch den medialen Wandel, insbesondere durch die Verbreitung der elektrischen Telegrafie beeinflusst. „Der Telegraphendraht ließ die Welt durch Elektrizität regelrecht schrumpfen. Das ‚Viktorianische Internet‘ hat Tom Standage den Telegraphen genannt, und tatsächlich löste er eine kognitive Revolution aus, erschütterte die Vorstellungen von Zeit und Raum.“ Und er spielte „eine entscheidende Rolle bei der Konsolidierung rivalisierender kolonialer und neo-kolonialer Verhältnisse“ und wurde somit zu einem wichtigen „Werkzeug des Imperialismus“.
Die Verkabelung der Welt wurde mit großem finanziellen Aufwand und hohem Tempo vorangetrieben und umfasste um 1870 bereits alle Kontinente bis auf Afrika, das auf Betreiben Großbritanniens um 1880 durch eine durchgehende Telegrafenverbindung bis nach Südafrika an das weltweite Telegrafennetz angeschlossen wurde. Die bekannte Karikatur The Rhodes Colossus macht die große Bedeutend der Telegrafie für die koloniale Expansion deutlich. Zwar war die Telegrafie sehr aufwändig und deshalb kostspielig, aber sowohl für die Etablierung einer globalen Weltwirtschaft oder der militärischen Kontrolle der Kolonien etwa zur Eindämmung von Unruhen von großer Bedeutung. Die Versendung, Weiterleitung und Verbreitung telegrafischer Nachrichten lag in den Händen der sich seit den 1850er Jahren etablierenden Nachrichten- und Presseagenturen, die zum Großteil bis heute bestehen. In den 1910er Jahren wurden weite Teile der Kolonialgebiete auch durch drahtlose Telegraphie erschlossen.

### Propaganda: Radio und „Volksgemeinschaft“
Die große Bedeutung der Propaganda im Nationalsozialismus wird an der schnell vollzogenen und intensiven Vereinnahmung der damals verbreiteten Medien Presse, Rundfunk und Film deutlich. Bereits am 13. März 1933 wurde das Reichsministerium für Volksaufklärung und Propaganda begründet und Joseph Goebbels zu seinem Minister ernannt. Die unmittelbar nach dem Machtantritt Hitlers am 30. Januar 1933 einsetzende „Gleichschaltung“ führte einerseits zur Zerschlagung des pluralistischen Pressewesens, andererseits zu einer straffen Zentralisierung von Presse und Reichs-Rundfunk-Gesellschaften. Bereits in den ersten Monaten seit der Machtübernahme wurden alle Medien so organisiert, dass es keine politische Öffentlichkeit im Sinne eines Meinungsaustauschs mehr gab. Besonders die Verbreitung des Hörfunks wurde durch die preiswert angebotenen Volksempfänger forciert. Die Zahl der Radiogeräte im Deutschen Reich betrug 1933 noch 4,5 Mio, 1938 9 Mio. und 1943 schließlich 16 Mio.
Dem Hörfunk kam dabei „als eine praktizierte Form der Volksgemeinschaft“ im Zusammenhang der völkischen NS-Ideologie ein großer Stellenwert zu. Der Hörfunk etablierte sich besonders im Krieg zum Leitmedium, aus dem die aktuellen Kriegsnachrichten zu erfahren waren. „Dass die NSDAP-Führung ab 1933 regelmäßig politische Reden und Feiern per Radio sendete, korrespondierte insofern mit einer generellen Politisierung des Mediums. Die Kommunikationsstruktur des Radios, bei dem eine Person zur ‚Masse‘ spricht, kam dem nationalsozialistischen Gesellschaftsentwurf besonders entgegen.“ Die Übertragung wichtiger politischer Ansprachen und Führerreden sollten möglichst kollektiv gehört werden, beispielsweise auf öffentlichen Plätzen, in Schulen und Universitäten oder in Kino- und Konzertsälen. Allerdings war der anfängliche Versuch, über das Radio hauptsächlich politische Propaganda zu verbreiten, beim Hörerpublikum nicht erfolgreich, weshalb Joseph Goebbels ab 1934 den Musikanteil des Radioprogramms deutlich erhöhte. Juden wurde ab September 1939 der Besitz von Radios verboten.

## Museen
Die Museumsstiftung Post und Telekommunikation unterhält drei Museen zur Kommunikations- und Mediengeschichte in Berlin im ehemaligen Reichspostmuseum, Frankfurt am Main und Nürnberg.